# Slaget vid Helsingborg
Slaget vid Helsingborg stod den 28 februari 1710 (enligt den svenska kalendern; 27 februari enligt den julianska och 10 mars enligt den gregorianska) vid Ringstorpshöjden nordöst om dåvarande Helsingborg. De stridande parterna var den danska invasionsarmén på 14 000 man, ledd av generallöjtnant Jørgen Rantzau, och den lika stora segrande svenska armén ledd av guvernören i Skåne, Magnus Stenbock.
Den danske kungen Fredrik IV hade länge planerat ett anfall mot Sverige, trots att freden i Traventhal år 1700 hade tvingat Danmark ut ur stora nordiska kriget. Efter det förkrossande svenska nederlaget i Poltava den 28 juni 1709 tog Danmark tillfället i akt och den 18 oktober förklarade man krig mot Sverige. Den 2 november landsteg en dansk invasionsarmé under befäl av general Christian Ditlev Reventlow vid Råå söder om Helsingborg. Då de svenska styrkorna i Skåne vid tillfället inte var starka nog att motstå den danska armén tvingades de slå till reträtt och danskarna kunde snabbt överta stora delar av Skåne. Samtidigt pågick från svensk sida en intensiv verksamhet för att rekrytera och träna nya trupper och i januari 1710 kunde Stenbock tåga in i Skåne med sin armé. Reventlow ansåg sig tvungen att dra sig tillbaka med den efter hand alltmer försvagade danska invasionsarmén och under återtåget insjuknade han och ersattes av generallöjtnant Jørgen Rantzau.
De två arméerna möttes slutligen vid Ringstorp utanför Helsingborg den 28 februari 1710. Den danska armén stod väl skyddad invid Helsingborg, vänd åt nordöst varifrån man trodde att svenskarna skulle komma, men Stenbock anlände i stället från norr. Rantzau stärkte då upp sin vänstra flank i väster, men Stenbock skickade sitt kavalleri åt öster för att kunna utflankera danskarna där. För att skydda sig mot detta beordrade Rantzau kavalleriet på sin högerflank att förflytta sig och möta svenskarna. Denna framryckning skulle gälla endast högerflanken, men eftersom de inte hade fått något besked om detta tolkades rörelsen av befälhavarna i danska centern som ett generellt avancemang och hela den danska armén lämnade sin skyddade ställning och vred sig norrut. Kavalleristriderna på östra sidan av slaget böljade fram och tillbaka, men efter att förstärkningar förts fram kunde de svenska ryttarna slå tillbaka danskarna, som tog till flykten. Samtidigt pågick häftiga infanteristrider i centern där effektiv svensk användning av sina regementskanoner nötte på de danska trupperna, som när de såg sitt kavalleri retirera också började fly. Endast elitförbanden Livgardet till fot och Grenadjärkåren bjöd fortsatt motstånd, men fick till slut dra sig tillbaka.
De danska trupperna flydde tillbaka innanför Helsingborgs befästningar och kunde därifrån evakueras till Danmark. De sista trupperna lämnade Skåne den 5 mars 1710. Detta blev Danmarks sista verkställda kraftsamling i syfte att återta Skånelandskapen.

## Det danska fälttåget i Skåne och Blekinge

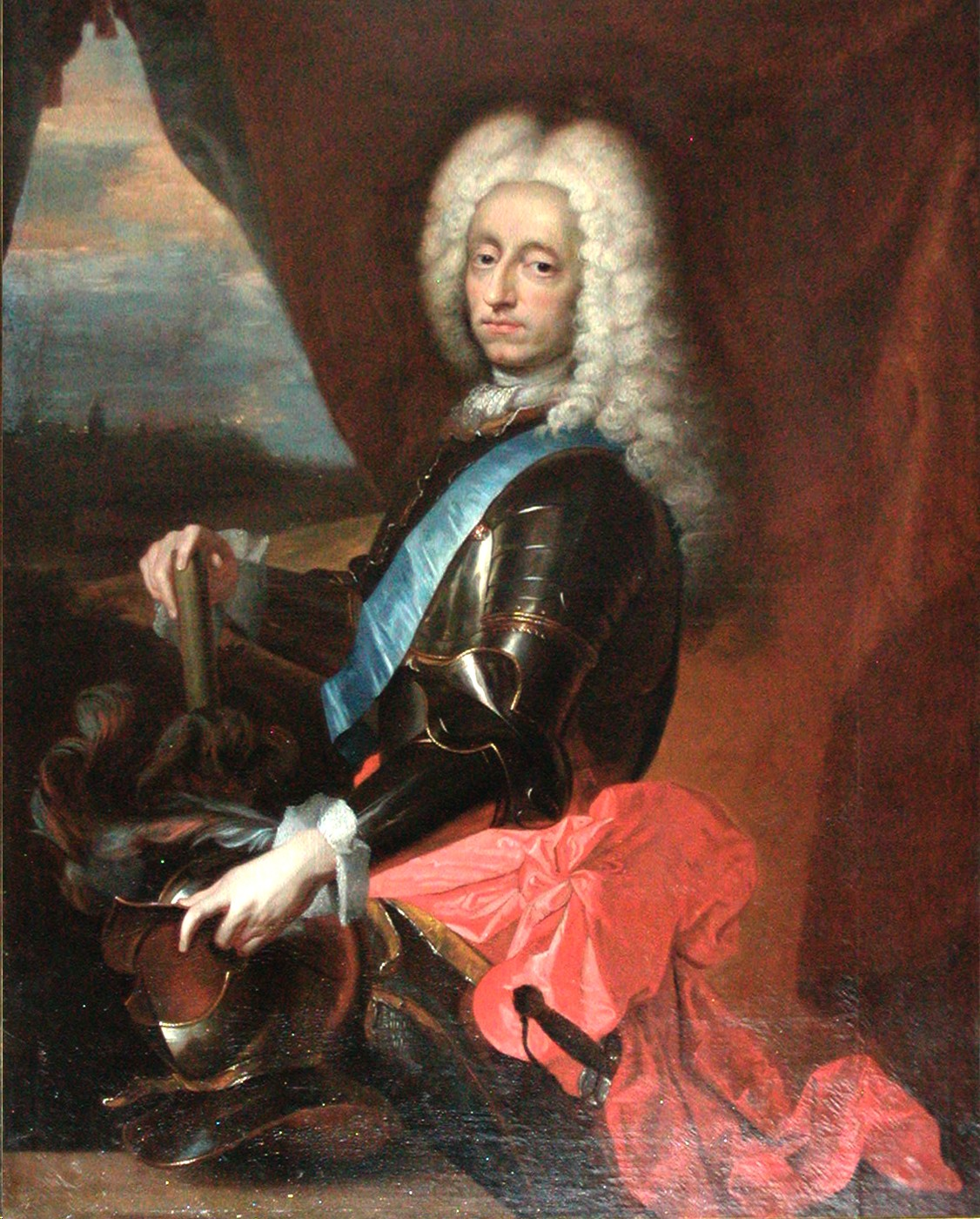
Fredrik IV av Danmark.

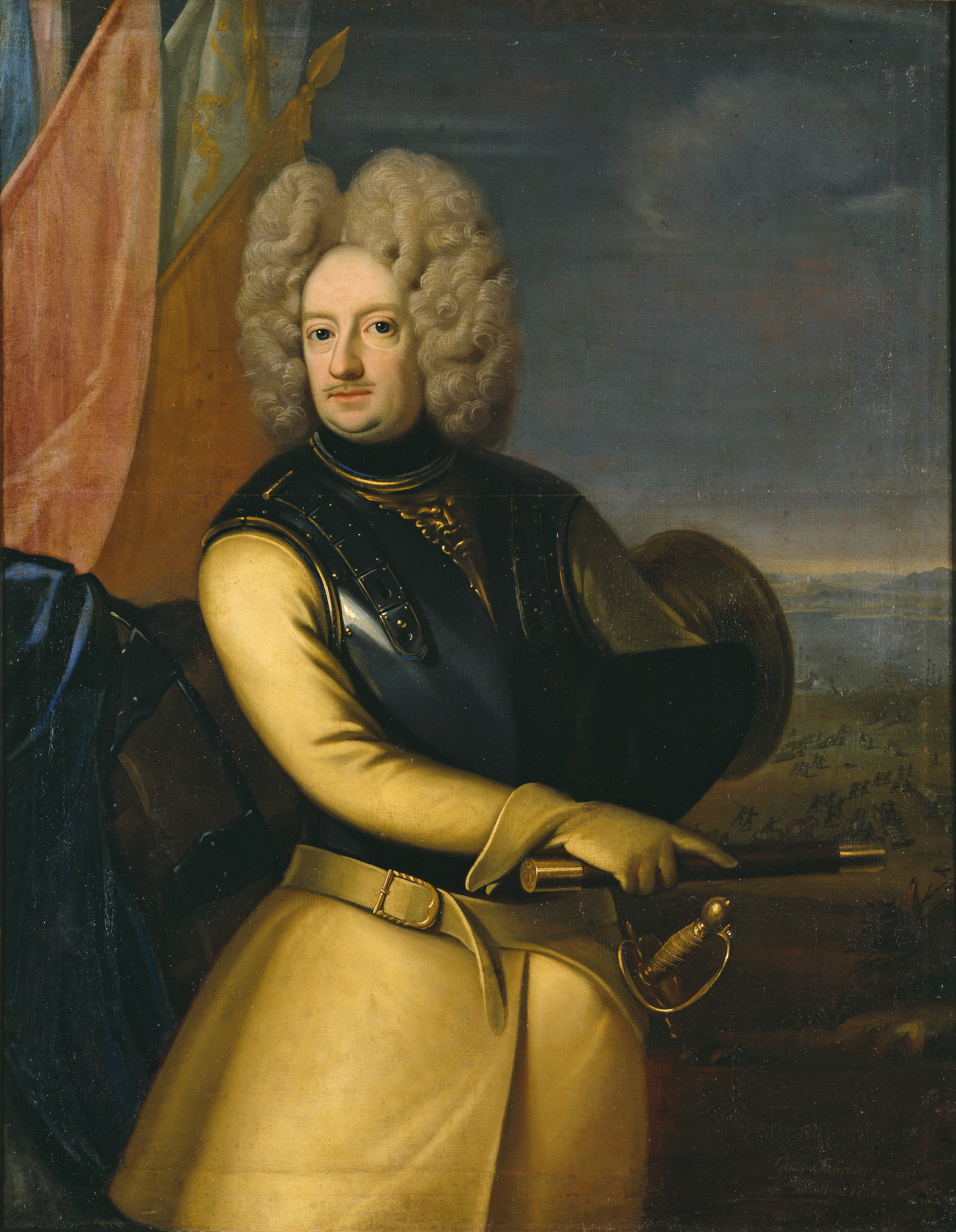
General Magnus Stenbock.

Danmark hade tvingats ur stora nordiska kriget vid freden i Traventhal år 1700 men den danske kungen Fredrik IV hade länge planerat att åter ge sig in i kriget med målet att återerövra de förlorade landskapen Skåne, Halland och Blekinge. Dock hade Danmark sedan 1701 varit inblandat i Spanska tronföljdskriget genom att man hade lånat ut totalt omkring 18 000 man till de allierade mot Frankrike och Ludvig XIV. Ungefär 12 000 man var utlånade till Storbritannien och Nederländerna och stred i Nederländerna och Frankrike, medan närmare 6 000 man var utlånade till den tysk-romerske kejsaren Josef I och stred i Ungern. Den danska statskassan var inte heller redo för ett krig. Flottan saknade sjömän, krut och proviant, rytteriet saknade hästar, infanteriet saknade tillräckligt med skor och kläder och artilleriet saknade hästar och krut.

### Krigsförberedelser
Även om de danska krigsförberedelserna redan hade varit påtänkta i början av 1709, hade ännu ingen konkret upprustning företagits till sommaren det året. Fredrik IV hade julen 1708 åkt på en resa till Italien och var inte åter i Danmark förrän i juli 1709. Under hans bortavaro hade alla förberedelser stått stilla. Under sin resa hade dock Fredrik IV förhandlat om försvars- och angreppsförbund med August den starke av Sachsen och med sändebud från Peter den store av Ryssland inför en dansk invasion.
Vid kungens återkomst till Danmark inleddes förhandlingar mellan de allierade, och Ryssland och Danmark nådde slutligen ett avtal den 12 oktober i Köpenhamn. Den 18 oktober 1709 nådde krigsförklaringen det svenska riksrådet och som grund hade danskarna bland annat angivit att Sverige hade fuskat med Öresundstullen, samt att befolkningen i de forna danska landskapen Skåne, Halland, Blekinge och Bohuslän hade behandlats illa. I slutet av juli 1709 hade den danska regeringen börjat värva soldater och sjömän utomlands och tusentals tyskar och nederländare lockades att ta värvning. Hästar köptes in för att komplettera rytteriet. Förhandlingar hade redan påbörjats under 1708 om att föra tillbaka trupperna i Ungern till Danmark med målsättningen att använda dem i invasionen av Skånelandskapen, och sommaren 1709 påbörjade trupperna sin marsch hemåt. I Köpenhamn ansamlades en invasionsflotta och till hösten låg 128 olika typer av trupptransportfartyg i väntan på klartecken. Den danska flottan saknade inte krigsdugliga skepp att skydda dem med, utan hade 40 linjeskepp, 10 fregatter och runt 50 mindre skepp.
De danska krigsförberedelserna gick inte svenskarna förbi. Redan på våren hade guvernören i Skåne, general Magnus Stenbock, påbörjat upprustningar av befästningarna i Landskrona och Malmö. Helsingborgs befästningar, som till största delen nedrivits under Skånska kriget var däremot i så dåligt skick att inte mycket kunde göras åt dem. Efter nederlaget i slaget vid Poltava den 28 juni 1709 var hotet om krig uppenbart från flera håll: Ryssland, Danmark, Sachsen och Preussen smidde alla krigsplaner. Den 22 augusti skickade Stenbock en underrättelse till defensionskommissionen om att det fanns en överhängande fara för en dansk invasion. Stora delar av den svenska krigsmakten hade dock gått under vid Poltava. För att förstärka försvaret skickades Västgöta tre- och femmänningsregemente under ledning av överste Gustaf Fredrik Lewenhaupt och Västgöta kavalleriregemente under ledning av överste Lars Hierta till Skåne. I oktober hade de vid Poltava utplånade regementena Norra skånska kavalleriregementet och Södra skånska kavalleriregementet återuppsatts och det skånska försvaret förstärkts till att omfatta 3 550 man.
Fredrik IV godkände i september 1709 den danska invasionshärens sammansättning. Denna bestod av 15 000 man indelade i sex kavalleriregementen, fyra dragonregementen, åtta infanteriregementen, sex artillerikompanier, samt träng. Den endast 39 år gamle greve Christian Ditlev Reventlow, son till den avlidne tidigare storkanslern, utsågs till chef för invasionshären. Reventlow hade visat sin duglighet i fält under Spanska tronföljdskriget under både Eugen av Savojen och Vilhelm av Oranien och var en kunglig gunstling. Reventlow hade dock inte mycket inflytande över hur fälttåget skulle utföras då den delen styrdes hårt från Fredrik IV. Tidpunkten för invasionen var inte den bästa då man i största mån ville undvika ett vinterfälttåg, men eftersom man ville ta vara på den uppfattade svenska svagheten så mycket som möjligt och inte ge dess armé någon tid att återhämta sig, ansåg man sig tvungen att ta tillfället i akt. Krigsförklaringen nådde det svenska riksrådet den 18 oktober 1709.

### Landstigningen vid Råå

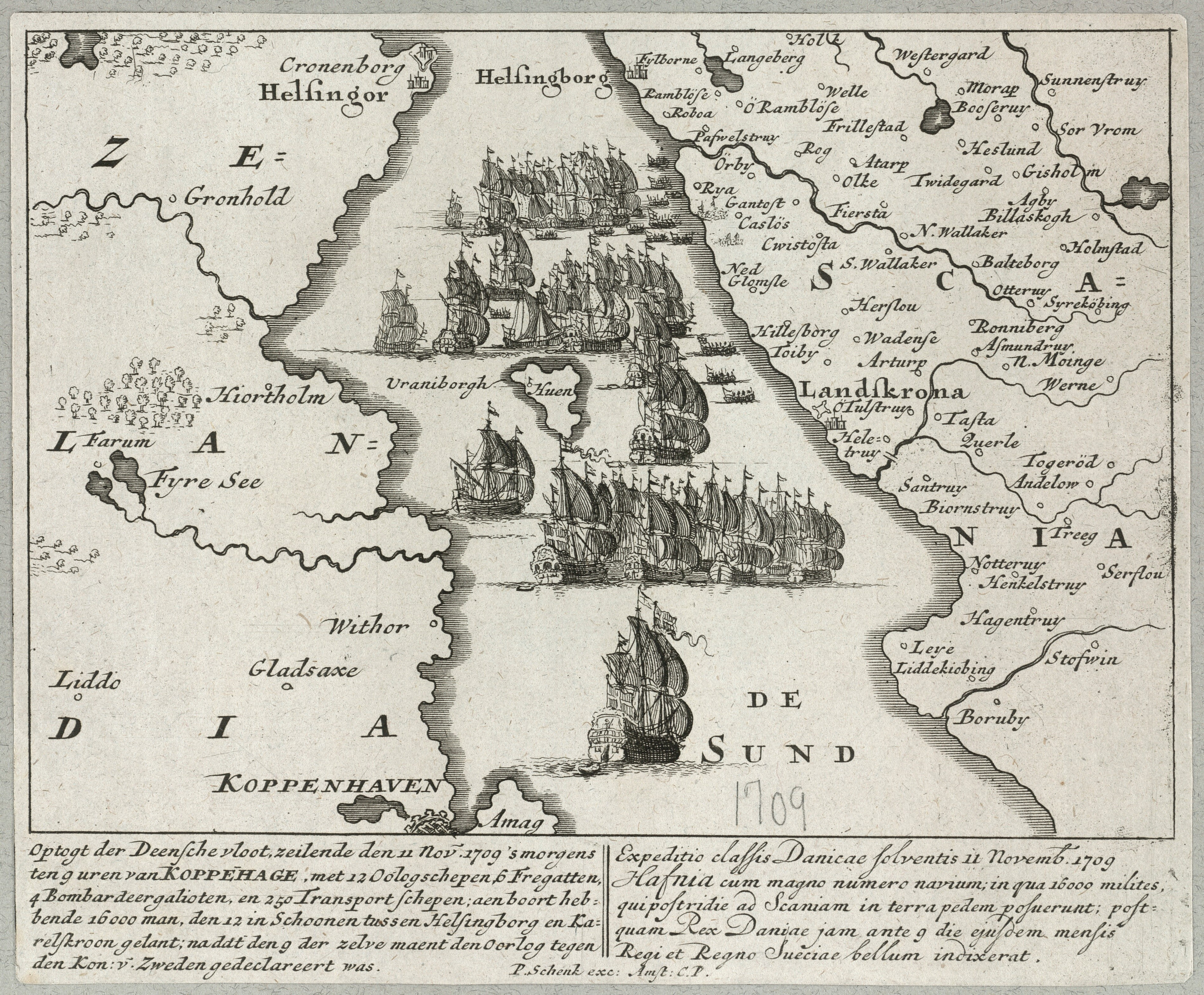
Kopparstick av den danska invasionsflottan av Pieter Schenk d.ä.

Ansamlingen av danska fartyg hade inte undgått de svenska trupperna på den skånska sidan av Öresund. Stenbock hade placerat ut tre kavalleriregementen längs skånska västkusten och gett order om att så fort det stod klart var landstigningen skulle äga rum skulle kavalleriregementena genast bege sig till angiven plats. Den 31 oktober avseglade en flotta bestående av fler än 250 civila skepp skyddade av 12 linjeskepp och 5 fregatter, en flotta ledd av kungens halvbror, generalamiral Ulrik Christian Gyldenløve på flaggskeppet Dannebroge, från Köpenhamn norrut genom Öresund. När det stod klart för svenskarna att landstigningen skulle komma att ske vid Råå begav sig kavalleriregementena mot platsen och placerade ut sig vid Raus kyrka, Rya och Katslösa. Den 1 november ankrade den danska flottan på redden utanför fiskeläget och landstigningen påbörjades dagen efter. Klockan 14 den 2 november landsteg Fredrik IV och inspekterade de redan landstigna truppernas försvarspositioner innan han inkvarterade sig på Råå värdshus. Inte förrän den 5 november hade alla trupper skeppats i land. De svenska soldaterna var inte tillräckligt många för att bjuda den danska invasionshären motstånd. Stenbock skickade ryttmästare Henrik Hammarberg till Stockholm för att underrätta defensionskommissionen om invasionen och gav order till kavalleriregementena att dra sig tillbaka till andra sidan av Lödde å. Hammarberg ankom till Stockholm den 8 november och defensionskommissionen gav genast order om att de helt nyuppsatta Kronobergs, Jönköpings, Kalmar, Östgöta och Södermanlands infanteriregementen, samt Smålands och Östgöta kavalleriregementen så fort som möjligt skulle göras redo att marschera ner mot Skåne och den avtalade mötesplatsen vid Loshult.
Det första målet för den danska invasionshären var att säkra Helsingborg och den 3 november anlände en grupp borgare från Helsingborg, som erbjöd att överlämna staden åt danskarna i utbyte mot deras beskydd, då svenskarna enligt dessa hade hotat att bränna ner staden. Samtidigt meddelade de att den svenska garnisonen övergett staden. Natten till den 5 november ryckte överste Albrecht Philip von Eynden med Fynska regementet in i staden och mötte där inget motstånd. Chefen för fortifikationen, överstelöjtnant Marcus Heinsohn, sändes också till staden för att förbättra dess befästningar. Den danske kungen reste den 5 november till Helsingborg, eskorterad av 50 man ur gardet, och bosatte sig i den danskvänliga rådmannen Herman Schlyters gård, numera Henckelska gården. Helsingborgs svenskfödda borgmästare, Gabriel Löfgren, hade vid invasionen lämnat staden och Schlyter utsågs till tillförordnad borgmästare. Genom ett plakat som upplästes från predikstolen i Mariakyrkan lät Fredrik IV proklamera att han tagit Skåne i "skydd och besittning". Stadens 170 borgare svor den danske kungen trohet, vilket även borgarna i Ängelholm, samt allmogen i Luggude, Rönneberga och Onsjö härader gjorde. Helsingborgs kyrkoherde Olof Troilius vägrade dock och lämnade även han staden och sökte sig till Stenbock. Troilius utsågs till den svenska arméns generalstabspräst.

### Den danska offensiven

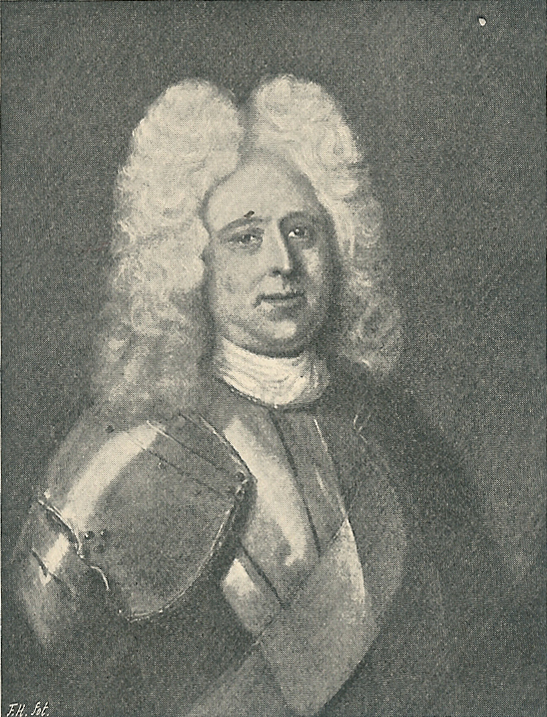
Christian Ditlev Reventlow.

Den 25 november påbörjades den danska belägringen av Landskrona, men eftersom man saknade tillräckligt med artilleri och eftersom inneslutningen begränsade sig till att bara bevaka infartsvägarna, var denna inte särskilt effektiv. Någon örlogsblockad från sjösidan utfördes heller inte. Den 5 november hade Magnus Stenbock anlänt till Malmö och där utsågs han den 9 november till överbefälhavare för de trupper som skulle verka i Skåne. Den 28 november höll Fredrik IV ett sista krigsråd innan han återvände till Själland. Kungen fortsatte att styra fälttåget genom korrespondens. I ett brev gav han order om att Reventlow skulle röra sig mot Kristianstad och sedan till Karlskrona för att förstöra den svenska flottan. Reventlow föredrog hellre att inta Landskrona och Malmö för att på så sätt ha ryggen fri och säkra sina försörjningslinjer innan offensiven. Något bifall fick Reventlow inte, utan kungen föredrog att innesluta städerna fram till våren. På grund av dåligt väder som gjorde vägarna ofarbara dröjde danskarna med att belägra Malmö, och den 1 december kunde Stenbock bryta upp från staden och förflytta sig till Kristianstad med tillräcklig proviant. Vid ankomsten till Kristianstad nåddes han av besked om att ytterligare trupper i form av Upplands fyr- och femmänningsregemente till häst, Västmanlands infanteriregemente och Älvsborgs regemente var på väg. I början av december påbörjade danskarna slutligen en belägring av Malmö med omkring 2 000 man, men denna var lika verkningslös som den av Landskrona då inte heller denna stad blockerades från sjösidan. Vid detta tillfälle kontrollerade danskarna praktiskt taget hela mellersta Skåne utom de belägrade städerna.
Den 3 januari 1710 påbörjade Reventlow sin marsch mot Kristianstad. Då många av de danska trupperna var upplåtna för belägringarna av Malmö och Landskrona ansåg sig Reventlow inte ha tillräckligt med soldater för att möta den annalkande svenska armén i en avgörande drabbning. Han yrkade till kungen om förstärkningar, men detta hörsammades inte. Stenbock begav sig den 10 januari till Karlshamn, dit huvuddelen av arméförråden förflyttades, och planerade att mota den danska armen i passen vid Mörrumsån och Norje i stället för i Kristianstad. Den 12 januari anlände Reventlow till Vä sydväst om Kristianstad och drog på eftermiddagen vidare mot Torsebro för att på så sätt inringa staden. Väl framme vid bron i Torsebro träffade den danska armén på en svensk styrka på 60 fotsoldater och 150 ryttare som efter en kort strid drog sig tillbaka till Fjälkinge. Danskarna följde efter och ytterligare strider utbröt, men efter hand som allt fler danska trupper anlände, retirerade de svenska trupperna till Blekinge. I och med detta hade danskarna säkrat övergången vid Helge å.
Då vinterkylan gjorde att isarna frös på Mörrumsån och vattendragen runt Norje, insåg Stenbock att det inte längre var möjligt att försvara dessa ställningar och gav order till armén att återsamlas i Ronneby. Detta resulterade i att Karlshamn lämnades öppet för danskarna, och den 19 januari intog Reventlow staden med mycket av den svenska arméns förråd och brandskattade den. Trots den danske kungens önskan om att inta Karlskrona vände Reventlow därefter tillbaka till Kristianstad. Karlskrona skulle i hans mening bli alltför svårt att inta och bedömde att risken var stor att den svenska armé som började ansamlas i Småland skulle kunna skära av den danska arméns försörjningslinjer.

### Den svenska motoffensiven
Stenbock lämnade Ronneby och anlände den 21 januari till Växjö, där de svenska trupperna hade börjat samlas. Dagligen lät man de oerfarna trupperna öva på isen på en frusen sjö utanför staden, och snart fick soldaterna även uniformer hämtade ur militärförråden. Hästar och proviant hade också börjat samlas in från omgivningarna. Defensionskommissionen kunde i januari skicka även Upplands regemente, Adelsfanan och Livregementet till häst till Stenbock att förfoga över. Den snabbhet med vilken den nya armén sattes upp visade på indelningsverkets effektivitet. Innan alla regementen hade hunnit sluta upp i Växjö, bröt Stenbock den 31 januari upp och marscherade med en stor del av armén till Osby. De förband som inte hunnit fram fick order om att följa efter. Den 8 februari anslöt generalmajor Christian Ludvig von Ascheberg med ytterligare trupper från Bohuslän, och den 11 februari anlände generalmajor Göran Gyllenstierna med de tre kavalleriregementen som hade kvarstannat i Blekinge. Till slut hade Stenbock här samlat en styrka på 19 regementen och över 16 000 man. Detta ska jämföras med att Reventlow vid samma tillfälle disponerade över endast omkring 9 000 man.
Stenbock lade fram en fälttågsplan vars mål var att manövrera bort den danska armén från Skånes inre och tvinga den tillbaka till Helsingborg för att på så sätt säkra de sydskånska slätterna med deras rika tillgång på proviant och dessutom kunna få stöd från fästningarna i Malmö och Landskrona. I Malmö fanns också 20 kanoner som Stenbock var i desperat behov av. Stenbock påbörjade sin framryckning från Osby den 12 februari, men vid Hästveda påträffade svenska förtrupper en dansk rekognosceringstrupp under generallöjtnant Jørgen Rantzaus ledning och en skärmytsling utbröt, varefter danskarna retirerade. När Reventlow underrättades om striden och den svenska arméns förflyttning, tolkade han det som att Stenbock planerade att marschera mot Kristianstad för att sedan anfalla den danska armén i ryggen. För att inte blotta sig för ett anfall drog han därför tillbaka sina trupper till Vä, för att sedan fortsätta mot Skarhult söder om Eslöv. Trupprörelserna var en skenmanöver från Stenbocks sida och en del i planen att få Reventlow att röra sig västerut mot Helsingborg för att öppna upp de södra slätterna. Dock förflyttade sig Reventlow i stället åt söder.

### Ny dansk överbefälhavare
Da Gud har hjemsøgt mig med en Sygdom og strakt mig paa Lejet, saa snart jeg kom hertil, saa at jeg ikke kan røre mig, hvilket rejser sig af en Førkølelse, som jag erhververt mig paa en natlig Marsche, saa kan jeg for Tiden ikke gøre Tjeneste [...] Kommandoen er overgiven til Generalløjtnant Rantzau.
Reventlow planerade att skapa en ny försörjningslinje till Själland över Barsebäck, där han hoppades kunna få förstärkningar och, om det värsta skulle inträffa, varifrån den danska armén skulle kunna skeppas hem igen. Reventlow ville också skapa en försvarslinje vid Lödde å och genom denna skära av Stenbock från Malmö och de sydskånska slätterna. På så sätt skulle han kunna tvinga Stenbock till drabbning i centrala Skåne, något som den svenska generalen helst ville undvika. Reventlow hade under hela kampanjen lidit av en envis förkylning som under den nattliga förflyttningen ner till Skarhult blev ännu värre, och natten till den 17 februari drabbades han av svåra ryggsmärtor och feber. På morgonen kunde han knappt röra sig och sände samma dag ett brev till kungen där han meddelade sin avgång. Som sin ställföreträdare hade han utsett generallöjtnant Jørgen Rantzau.
Den 18 februari korsade Stenbock Rönne å vid Stockamöllan. Där påträffade han strax efteråt ett antal danska regementen och strider bröt ut som tryckte tillbaka de danska trupperna. När beskedet nådde Rantzau, beordrade han den danska armén i slagordning och kallade sina befälhavare till krigsråd. Oron över att Stenbock planerade att skära av de danska försörjningslinjerna från Helsingborg ökade och därför togs beslutet att dra sig tillbaka till Helsingborg. Den synbara danska tillbakaryckningen till Helsingborg mottogs med glädje och förvåning av Stenbock, eftersom danskarna hade gett honom fri lejd till södra Skåne. I en försändelse till Karl XII hade Stenbock skrivit att han inte vågat skära av den danska arméns från Helsingborg "om på den händelse fienden ej hade satt sig bakom Kjeflinge bro och således sökt evitera all combat och att blifva mästare af slätten, hvarigenom hela mitt propos hade studsat". Danskarna hade alltså genom att dra sig tillbaka till Helsingborg spelat Stenbock i händerna.

## Fältherrarnas förberedelser innan slaget

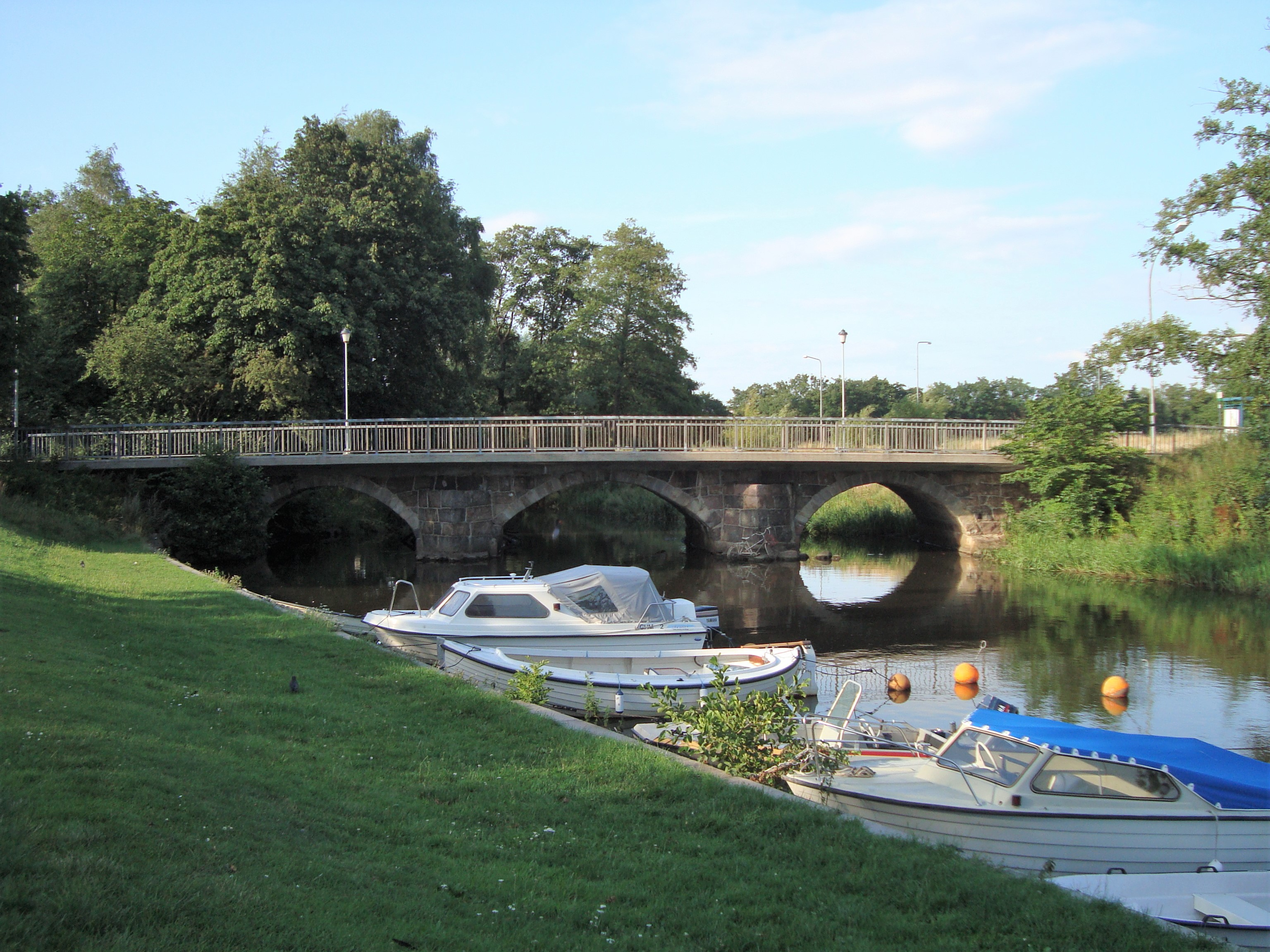
Bron över Råån.

Att en avgörande drabbning närmade sig blev alltmer uppenbart för både Rantzau och Stenbock. Natten till den 21 februari anlände Rantzau med sin armé till Råå och därigenom var den danska armén efter fyra månader tillbaka vid landstigningsplatsen. Här fanns även förstärkningar från Danmark genom Östsjälländska och Västsjälländska lantmiliserna då Fredrik IV till slut hade insett situationens allvar. Här slog man läger och armén ställdes åter upp i slagordning vid bron över Råån för att vara redo för ett eventuellt svenskt anfall. Rapporter från rekognosceringspatruller berättade dock snart att den svenska armén inte hade förföljt danska armén mot Helsingborg.
Den utökade tidsfristen utnyttjade Rantzau genom att hålla krigsråd där man noga valde ut arméns positioner med hänsyn till terrängen. Att armén skulle placeras i nära anslutning till Helsingborg stod klart, men var en sådan ställning i relation till staden var bäst kunde diskuteras. Generalmajor Ditlev Brockdorff förespråkade att armén skulle ställa sig med ena flanken vid resterna av de gamla befästningarna (vid nuvarande lasarettet), för att sedan sträcka sig över Bollbrolyckan ner till stranden. Efter en inspektion av terrängen drog Rantzau slutsatsen att detta läge skulle bli alltför trångt och svårmanövrerat och förslog vid ett nytt krigsråd att armén skulle ställas i linje på den öppna slätten bakom mossen mellan Kropp och Välluv för att därigenom ha större manöverutrymme. De danska befälhavarna fruktade att en ställning så långt från Helsingborg skulle försvåra försörjningen av armén och föreslog att man i stället skulle placera armén närmare staden, på höjderna utanför befästningsverken. Rantzau godtog förslaget och den 23 februari slog den danska hären läger nordöst om staden, tvärs över landsvägen mot Ängelholm, mellan Ringstorpshöjden och Fredriksdal. Samma dag anlände oväntat Fredrik IV till Helsingborg för att bese arméns förberedelser. Innan han återvände till Köpenhamn den 24 februari såg han till att förse Rantzau med ytterligare förstärkningar. Den 26 och 27 februari anlände Första fynska kavalleriregementet och Gardet till häst från Danmark.
Vid krigsrådet den 27 februari diskuterades den danska slagordningen. Där föreslogs av vissa en strategi där man skulle utnyttja den fördelaktiga terrängen för att invänta det svenska anfallet de pied ferme, på fast fot. Det samlade infanteriet skulle hålla stånd i centrum, medan flankerna bestående av renodlat kavalleri skulle utföra sortier mot de svenska trupperna. Rantzau föredrog dock en mer offensiv taktik och var anhängare av en slagordning bestående av en noga samordning mellan rytteri och fotfolk där infanteri "entralederades" (sammanblandades) med kavalleriet. Generalkvartermästare Hans Heinrich von Scheel föreslog en slagordning baserat på den senare taktiken som dock inte ansågs fylla upp hela terrängen och justerades för att göra den första linjen bredare varigenom den blev betydligt starkare än den andra linjen. I planen var även den vänstra flygeln avsevärt starkare än den högra, med 5 skvadroner och ungefär 600 man fler. Högra flygelns chef, Generalmajor Rodsteen, uppmärksammade Rantzau om detta, men fick till svar att han ej trodde att den högra flygeln skulle bli anfallen.
Efter den danska arméns tillbakadragande, valde Stenbock att låta sina trupper vila ut, och armén inkvarterades i Västra Karaby, Norrvidinge och Skrävlinge där de äntligen kunde få vila och inta en mindre mängd mat. När det stod klart att danskarna hade övergett belägringen av Malmö, red Stenbock genast dit för att hämta de 20 kanoner som stått där och väntat tillsammans ett stort förråd av proviant. Där återförenades han även med sin familj. Efter några dagars vila bröt den svenska armén den 26 februari upp från sina lägerplatser och marscherade norrut via Tågarp till Gedsholm och Hässlunda. Här stannade man för natten och Stenbock inkvarterade sig på Gedsholms herrgård. På morgonen den 27 februari var Stenbocks plan att vända västerut för att anfalla den danska armén från öster, eftersom han antog att denna borde stå just på den plats som Rantzau vid sitt krigsråd hade föreslagit, mellan Välluv och Kropp, på grund av terrängens försvarsmöjligheter. När besked kom att det inte stod någon dansk armé vid denna plats valde han på grund av terrängens svårframkomlighet att i stället marschera ytterligare norrut mot Kropp och Fleninge nordost om Helsingborg. Stenbock hade därefter föredragit att fortsätta mot Helsingborg och gå till anfall direkt, men avstod eftersom det var söndag. I stället slog armén läger för natten och Stenbock etablerade sitt högkvarter i Hjälmshults kungsgård några kilometer västerut. Då trossen hade hamnat på efterkälken tvingades de svenska trupperna att sova utan tält hela den regniga och vindpinade natten.

## Förutsättningarna inför slaget

### Arméernas styrka och skick

#### Danska armén
Enligt uppgifter från generaladjutant Klepping vid den danska generalstaben uppgick den danska armén som deltog i slaget till 13 100 man fördelat på 3 400 ryttare och 9 700 fotsoldater. I fältkommissarie Winstrups räkenskaper från den 24 februari, vilket var innan de sista förstärkningarna anlänt, uppgick den danska armén totalt till 4 942 inom kavalleriet och dragonerna och 15 085 inom infanteriet. Men då dessa siffror även inkluderade trossen och de soldater som inte var i stridbart skick (sjuka och sårade), återspeglar de inte styrkan vid tillfället för slaget. Dessutom var en bataljon ur Västsjälländska regementet stationerat i Helsingborg där överste Johan Henrich von Bippen förde befäl. Magnus Stenbock uppskattade den danska styrkan till totalt 13 800 man, fördelat på 3 900 ryttare och 9 900 fotsoldater, men han räknade med 32 skvadroner danskt kavalleri medan det i verkligheten bara var 29 skvadroner. Av de danska trupper som deltog i fälttåget hade många soldater tidigare stridserfarenhet från Spanska tronföljdskriget och var till stor del bättre utbildade än de svenska trupperna, även om det bland trupperna också fanns en del lantmilisregementen som generellt sett höll sämre kvalitet. I Helsingborg hade armén också haft god tillgång till proviant och bör ha varit relativt utvilad då de hållit sig stilla i Helsingborg sedan den 23 februari, även om trupperna använt tiden för att bygga ut stadens befästningar. Reträtten tillbaka till Helsingborg måste dock ha inverkat menligt på den gängse moralen inom armén.

#### Svenska armén
Det totala antalet svenska soldater angavs av generaladjutant Stjerncrantz till 15 538, fördelat på 6 157 ryttare och 9 381 fotsoldater. Antalet frånvarande soldater angavs till 1 839 för kavalleriet och 1 996 för infanteriet, vilket innebär att de deltagande svenska soldaterna vid slaget enligt denna uppskattning uppgick till 4 318 ryttare och 7 385 fotsoldater för en total på 11 703. Stenbock angav i en rapport till Karl XII att den svenska truppstyrkan uppgick till 6 000 man kavalleri och 7 850 man infanteri. En mycket stor del av de svenska regementena var helt nyuppsatta och saknade någon form av stridserfarenhet. Även om det svenska rytteriet var större än det danska, var hästarna till stor del av sämre kvalitet och soldaterna saknade liksom resten av armén stridsvana.
Sentida uppskattningar brukar ange att truppstyrkorna som deltog i slaget var ungefär lika stora, med en total på 14 000 man för båda arméerna. Skillnaden låg i stället i arméernas sammansättning. De danska trupperna har uppskattats att ha varit fördelade på ungefär 10 000 fotsoldater och 4 000 ryttare, medan de svenska trupperna ska ha varit fördelade på ungefär 9 000 fotsoldater och 5 000 ryttare. Den svenska armén hade alltså ett större kavalleri, men samtidigt färre infanterister.

### Befälhavarna
De två överbefälhavare som möttes i Helsingborg var båda erfarna soldater, men hade mycket olika disposition. Stenbock var vid tillfället för slaget 44 år gammal och hade 1688 till 1697 deltagit i Pfalziska tronföljdskriget varefter han återvände till Sverige, och när stora nordiska kriget bröt ut deltog han i invasionen av Danmark år 1700 och senare samma år i slaget vid Narva. Vid det slaget vann han Karl XII:s gunst då han deltog i tillfångatagandet av befälhavaren av den ryska armén, hertig Charles Eugène de Croÿ, och han befordrades senare till generalmajor. År 1702 deltog Stenbock i slaget vid Kliszów som en del av den svenska centern. Han kom sedermera att utses till direktör för generalkrigskommissariatet och som sådan arbetade han nära Karl XII på dennes högkvarter. År 1706 utsågs han till guvernör i Skåne och hade därmed ansvaret för landskapets militära försvar.
Stenbock ansågs vara en mycket kompetent militär administratör och framstod som en av Karl XII:s mest dugliga generaler med ett taktiskt sinne och god fältherreförmåga. Som sin närmaste man hade Stenbock landshövdingen i Östergötland, Jacob Burensköld, vilken han själv begärt att få från defensionskommissionen. Burensköld var 54 år och hade en lång karriär som kavalleriofficer bakom sig; han hade till exempel redan 1677 till 1679 deltagit i Skånska kriget. Därnäst kom generallöjtnant Johan August Meijerfeldt, som deltagit i slaget vid Poltava och anlänt åter i Sverige från Bender innan slaget. Meijerfeldt hade erbjudits platsen som generallöjtnant under Stenbock, men avstått på grund av ett inte helt läkt benbrott, och han tjänade i stället under slaget som generalmajor.
Rantzau var närmare 58 år gammal när slaget utspelade sig och hade en gedigen karriär som kavalleriofficer bakom sig. Han hade deltagit i Skånska kriget och senare Pfalziska tronföljdskriget under hertigen av Marlborough, John Churchill. Innan han blev hemkallad inför den danska krigsförklaringen mot Sverige 1709, hade han i flera år tjänstgjort i Spanska tronföljdskriget. Rantzau var känd som en duglig och modig rytterianförare, men han var mer van vid att leda kavallerichocker än att föra taktiskt ledarskap. Reventlow ansåg sig till exempel behöva hålla Rantzau nära i avgörande ögonblick för att kunna lägga band på honom. Under sig hade Rantzau i första hand generalmajorerna Christian Rodsteen, Valentin von Eickstedt och Frantz Joachim von Dewitz. Reventlow hade inga högre tankar om von Eickstedts militära kvaliteter och var av åsikten att Rodsteen helt borde avlägsnas från armén, då denne hade ett alltför ängsligt lynne för att effektivt kunna anföra manskapet. Om von Dewitz skrev dock Reventlow i ett brev till Fredrik IV att han var "den enda ledaren som givits mig i armén" och att han "säkert vet hur man beställer och reglerar gemene man såväl som en man vilken man borde fortsätta att beakta".

### Valplatsens terräng

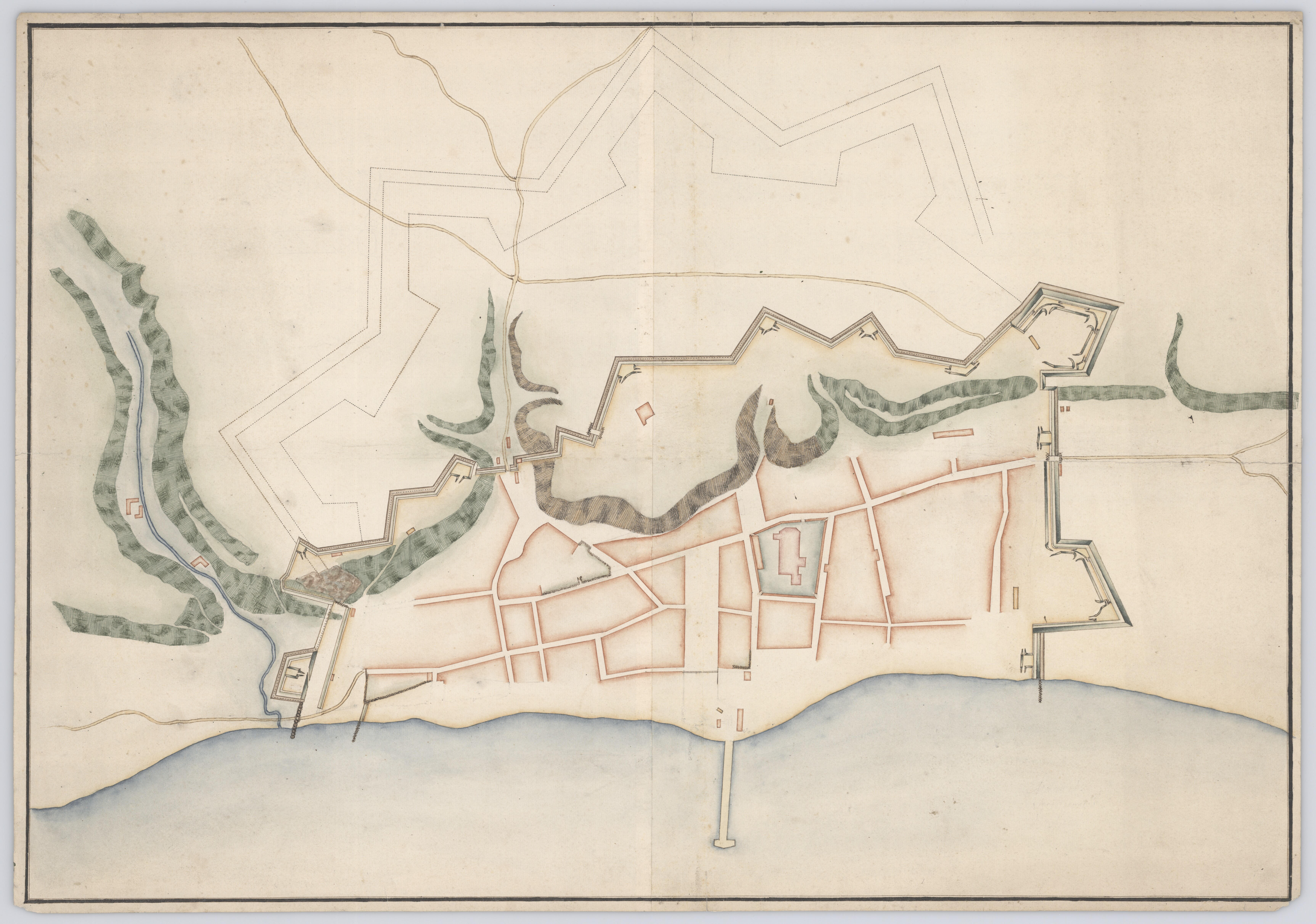
Karta över Helsingborg under den danska ockupationen med de retrenchement de danska styrkorna uppförde runt staden.

Staden Helsingborg begränsade sig vid 1700-talets början till de delar av Centrum som kallas Gamla staden, alltså bebyggelsen nedanför landborgen mellan Stadsparken och Sankt Jörgens plats. Den krans av murar, bastioner och kurtiner som utgjort stadens försvar under en del av 1600-talet hade nästan helt nedrivits under slutet av Skånska kriget 1679. Kvar stod de södra bastionerna Prins Christians Bålverk (på landborgen öster om Konsul Perssons villa) och Hertigen av Croys Bålverk (norr om Stadsparken i nuvarande kvarteret Ruuth) med kurtinen mellan dem intakt, samt den något mindre Wedels Skans i norr (vid Sankt Jörgens plats). Ut från staden ledde tre huvudvägar genom tre portar i stadens befästningar. Norrut ledde en landsväg genom Kullaporten mot Kullabygden och åt nordost genom Ängelholmsporten ledde den gamla landsvägen mot Ängelholm och vidare upp mot Halmstad och Göteborg. Slutligen gick en landsväg genom Rååporten söderut mot Råå. 
De arbeten som chefen för fortifikationen, överstelöjtnant Marcus Heinsohn, påbörjade strax efter det danska intåget i Helsingborg gick ut på att bygga ett retranchement, det vill säga ett försvarsverk, som sträckte sig från Prins Christians Bålverk i söder och sedan norrut relativt tätt intill landborgsbranten, förbi Kärnans östra sida på 30 till 40 meters avstånd, sedan ner genom Långvinkelgatans ravin och upp på landborgen igen fram till Hälsodalen där den sedan drogs ner till Wedels Skans i väster. Retranchementet var enkelt utfört, bestående av en palissadförsedd vall med framförliggande grav som veckade sig i ett antal vinklar och där kanonbankar byggdes i sex av vinklarna. Artilleriet bestod av 2 åttapundare, 12 sexpundare och 12 fyrpundare, samt åtta pjäser av varierande kaliber från tiden före den danska invasionen. På Kärnan stod även ett antal äldre järnkanoner. Eftersom en stor del av garnisonen som förlagts i Helsingborg bestod av Grenadjärkåren, som genom särskilda privilegier var undantagna från byggtjänst, hade Heinsohn under en stor del av byggnationen svårt att få tillgång till den mängd arbetskraft som behövdes och arbetet fortskred därför långsamt. Retranchementet var till följd av detta långt ifrån färdigställt när slaget kom att utspela sig.
Omgivningarna kring Helsingborg dominerades vid denna tid av Helsingborgs fälad, alltså stadens allmänning. Denna utgjordes till största delen av lågbevuxen mark, bestående av grässvål, ljung och buskar och var i många delar genombruten av mossar och våtmarker. Endast markerna närmast staden och byarna eller gårdarna däromkring odlades som åkermark. I stället användes området mestadels som betesmarker och uttag av ved, ris och torv. Genom markerna sträckte sig på flera platser stengärdesgårdar och diken som delade upp markerna enligt olika ägarförhållanden och skyddade odlade områden från betesdjuren. Fäladsmarkerna nordost om Helsingborg genombröts av den gamla landsvägen i nordostlig riktning mot Halmstad och Göteborg. Numera motsvaras den i stort sett av tidigare Riksväg 1, sedermera ersatt av Ängelholmsleden. Längs landsvägen låg ett antal ensamgårdar med Berga i väster (vid nuvarande Berga trafikplats), sedan Källstorp och längst österut Brohuset (vid Trafikplats Brohult). En bit söderut låg byn Filborna som nåddes av vägar från Berga och Brohuset. Längre västerut längs landsvägen, närmare Helsingborg, låg Ringstorpshöjden (där nuvarande Ringstorps vattentorn står) och söder om denna förenades landsvägen med en nordgående väg mot Kullen (nuvarande Ringstorpsvägen) för att sedan ledas in till Helsingborg genom nuvarande Långvinkelsgatan och Ängelholmsporten. 
Något öster om Helsingborgs stad låg Husensjön (nu i stadsdelen Husensjö), på gamla kartor benämnd Husens siö, vilken vid denna tid var närmast uttorkad och mest liknade ett kärr. Från Husensjön rann en bäck i nordvästlig riktning för att sedan ledas ner genom Hälsodalen norr om staden. Strax norr om sjön låg en mindre höjd, Ladugårdsbacken (nu i stadsdelen Fredriksdal), och öster om denna sträckte sig norrut ett våtmarksområde kallat Ladugårdsfloen. Norr om Ladugårdsbacken, mellan denna och landsvägen, låg ett mindre kärr kallat Rökilla och längre österut mot Filborna låg en torvmosse kallad Drottninghögkärret. Norr om landsvägen bredde ett större våtmarksområde bestående av de så kallade Gyhults mad och Käfta ådra ut sig. Detta sträckte sig från nuvarande Berga industriområde till Ringstorpshöjden. Längre norrut var terrängen mer trädbevuxen med mindre skogar kring Pålsjö, Senderöd och Gylhult som längre norrut växte samman till en mer omfattande skog vid Kungshult och Pilshult.

## Morgonen den 28 februari
Efter kvällens vila under bar himmel förberedde sig den svenska armén natten till den 28 februari för avmarsch mot Helsingborg. Stenbock samlade sina befälhavare och gav dem sina sista instruktioner inför drabbningen. Korum hölls bland trupperna och den svenska lösen angavs till "Med Guds och Jesu hjälp". Klockan två var hären marschfärdig och formerades i fem kolonner med artilleriet i mitten omgivet på båda sidor av infanteriet och med kavalleriet på flankerna. Stenbock utgick från att den danska armén skulle stå i slagordning tvärs över den nordostliga landsvägen mellan Brohuset och Väla. Han valde därför att, i stället för att marschera längs landsvägen in mot Helsingborg, låta armén röra sig åt väster mot Allerum, för att sedan svänga söderut mot Pilshult. Den landsväg armén tog sig fram längs var så smal att endast artilleriet kunde utnyttja den, vilket innebar att infanteriet och kavalleriet tvingades marschera genom den täta skogen som gick ända fram till vägkanten. När solen började gå upp föll dessutom en tät dimma över hela området, vilket gjorde marschen än mer besvärlig. En förtrupp på tusen ryttare från Upplands fyr- och femmänningsregemente under ledning av överste Wilhelm Bennet rekognoscerade terrängen framför armén och överrumplade vid Pilshult en dansk förpost på tio man och en underofficer, vilka togs till fånga.
Ivrig om att få reda på vad den svenska armén tog sig för, hade Rantzau skickat ut överste Eyffler med 400 ryttare till arméns vänstra flank med order om att varje halvtimme skicka ut en ny patrull på 12 man för att rekognoscera. Det var troligen en av dessa patruller som togs till fånga av överste Bennets regemente. Den danska armén vilade på morgonen den 28 februari i sitt läger utanför Helsingborg i väntan på de svenska trupperna. Kavalleriets hästar var sadlade och trupperna låg fullt påklädda i sina tält. Lägret var placerat i linje mellan Husensjön och Ringstorpshöjden, vilket gjorde det möjligt för armén att snabbt ställa sig i formation på höjderna vid Ladugårdsbacken och bort mot Ringstorp. Rantzau red klockan sex på morgonen ut med sina generaler för att rekognoscera och konstaterade att dimman var så tät att han inte kunde se ens tre hästlängder framför sig. Tillsammans med generaliteten nådde han slutsatsen att de svenska styrkorna omöjligen kunde förflytta sig när sikten var så dålig och att ett anfall troligen inte skulle ske förrän om flera timmar. Rantzau red in till Helsingborg för att skicka en kurir till Fredrik IV för att meddela honom att slaget troligen inte skulle stå den dagen. Efter hand började allt fler av dessa rekognosceringspatruller rapportera om en stor mängd soldater som var i rörelse i norr. Det var dock oklart hur många och vad deras avsikter var och slutsatsen drog att det bara rörde sig om mindre svenska patruller.

## Slagordning
Vid slagets början var de två arméernas ställningar enligt följande. Båda arméerna formerades enligt tidens mönster i två linjer med infanteri i centern och kavalleri på flankerna. En skillnad mellan arméerna var att eftersom den danska armén hade färre kavalleritrupper hade deras flanker förstärkts med infanteritrupper. Denna taktik hade den danska armén använt vid några tillfällen tidigare, till exempel i slaget vid Landskrona under Skånska kriget, dock utan större framgångar den gången. De svenska flankerna bestod däremot uteslutande av kavalleritrupper. Den danska arméns front sträckte sig närmare tre kilometer när den stod i full slagordning, medan den svenska arméns var något kortare.

### Danska armén
Den danska vänstra flygeln var placerad mellan dalgången i Pålsjö skog och Ringstorpshöjden, på vilken deras huvudsakliga artilleri var placerat. Det danska artilleriet hade fler tyngre pjäser än den svenska armén och placeringen på Ringstorpshöjden gjorde att de kunde beskjuta framryckande trupper redan från långt håll. Längst ut mot Pålsjö stod fyra kavalleriregementen genom Tredje själländska kavalleriregementet, Andra fynska kavalleriregementet, Första fynska kavalleriregementet och Första jylländska kavalleriregementet. På Ringstorpshöjden stod infanteriregementet Marinregementet och Bülowska dragonregementet i första linjen och ena halvan, tre skvadroner, av Själlands lantdragonsregemente i andra linjen. Flanken skyddades ytterligare av sankmarkerna nedanför höjden. Totalt stod här 15 rytteriskvadroner och 2 infanteribataljoner. Befälhavare var generalmajor Frantz Joachim von Dewitz. Centern sträckte sig från Ringstorp till öster om nuvarande Fredriksdal. Denna bestod enligt den ursprungliga planen av fem infanteriregementen i första linjen genom Grenadjärkåren, Jylländska regementet, Fynska regementet, Drottningens Livregemente och Gardet till fots. I den andra linjen stod ytterligare fem regementen genom Viborg-Lolländska lantmilisen, Lepels regemente, Västsjälländska lantmilisen, Prinsen av Hessens regemente och Östsjälländska lantmilisen. Trupperna stod väl skyddade bakom spanska ryttare och svårframkomlig terräng. Totalt bestod centern av 18 infanteribataljoner. Befälhavare var Rantzau själv, med Valentin von Eickstedt som generalmajor. Den högra flygeln stod på Ladugårdsbacken och nådde ner mot Ladugårdsfloen framför Husensjön. Här stod i första linjen två kavalleriregementen genom Första själländska kavalleriregementet och Livgardet till häst, samt Livregementets dragoner och infanteriregementet Prins Christians fotregemente. I andra linjen stod andra halvan av Själlands lantdragonsregemente. Totalt utgjordes högra flygeln av 14 rytteriskvadroner och 2 infanteribataljoner. Befälhavare var generalmajor Christian Rodsteen. De danska regementskanonerna fördelades med 4 stycken till vart och ett av infanteriregementena som var inblandade hos rytteriet (Marinregementet och Prins Christians fotregemente), och resten till regementena vid centerns flanker (Grenadjärkåren och Gardet till fots).

### Svenska armén

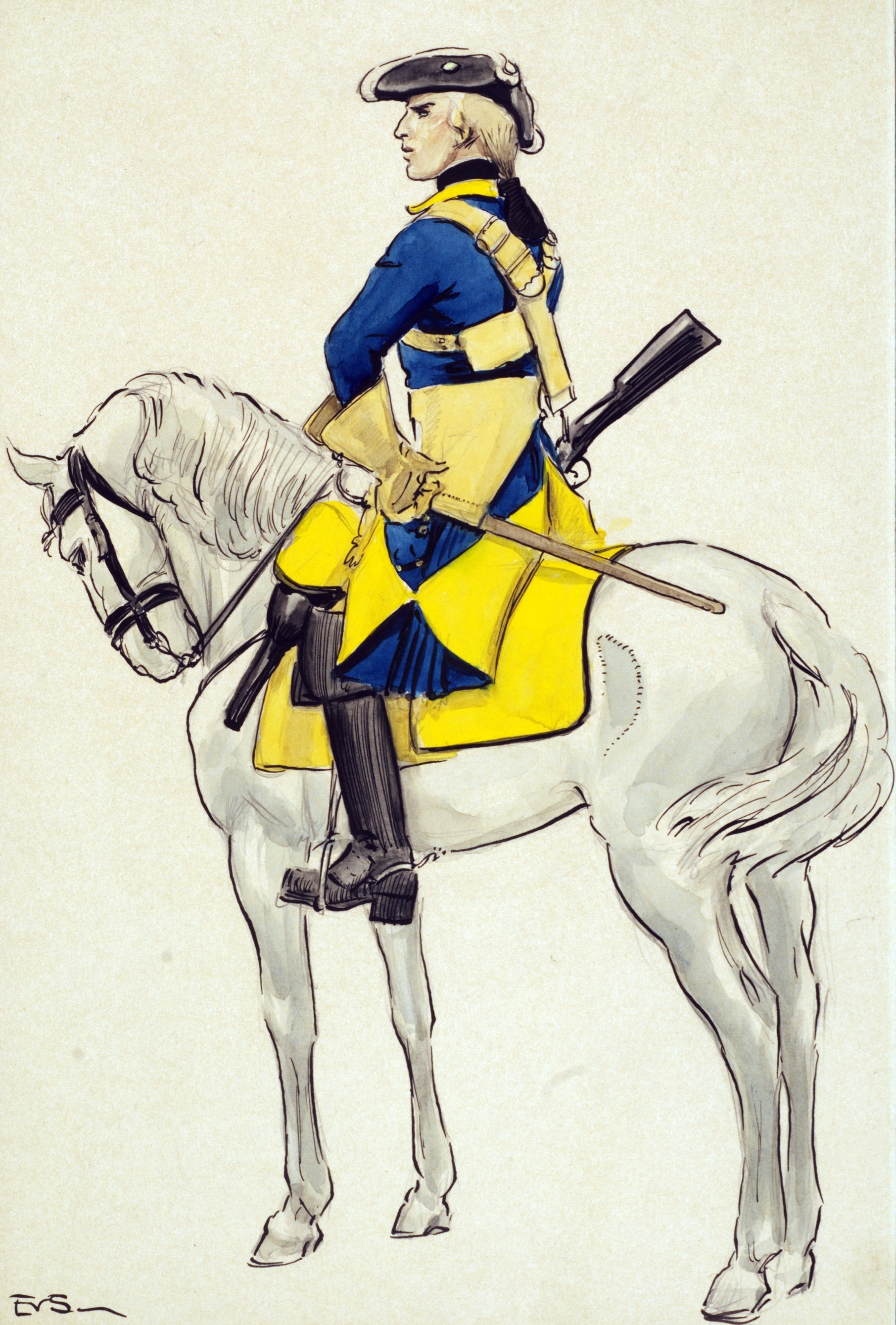
Ryttare vid Västgöta kavalleriregemente. Teckning av Einar von Strokrich.

Den svenska högra flygeln var placerad vid Senderöds by och utgjordes i första linjen av Riksänkedrottningens livregemente till häst, Upplands tre- och femmänningsregemente till häst och Adelsfanan, samt i den andra linjen av Livregementet till häst och Smålands kavalleriregemente, för totalt 30 rytteriskvadroner. Befälhavare var generallöjtnant Johan August Meijerfelt. Centern låg framför Gyhults gård och bestod i första linjen av sex infanteriregementen genom Älvsborgs regemente, Kronobergs regemente, Jönköpings regemente, Sachsiska regementet, samt Upplands och Smålands femmänningsregementen. I andra linjen stod fem infanteriregementen genom Upplands regemente, Kalmar regemente, Västmanlands regemente, Östgöta infanteriregemente och Södermanlands regemente. Totalt bestod centern av 22 infanteribataljoner. Befälhavare för centern var Stenbock, medan trupperna i första linjen fördes av fyra olika befälhavare som anförde tre bataljoner vardera: generalmajor Anders Sparrfelt, generalmajor Gustaf Adam Taube, generalmajor Magnus Palmqvist, samt överste Hugo Hamilton. Andra linjen anfördes av överste Lamoral van der Noth. Den vänstra flygeln sträckte sig bort mot Brohuset. I första linjen stod Västgöta tre- och femmänningsregemente till häst, sex skvadroner ur Östgöta kavalleriregemente samt Västgöta kavalleriregemente, och i andra linjen stod Smålands husarregemente, de två kvarvarande skvadronerna ur Östgöta kavalleriregemente samt Skånska tre- och femmänningsregementet till häst. Flygeln uppgick till totalt 30 rytteriskvadroner och anfördes av generallöjtnant Jakob Burenskiöld. Det svenska artilleriet bestod till största delen av regementskanoner och fördes vid den svenska centern.

## Slagets gång
Klockan tio på förmiddagen började dimman lätta och de danska spejarna kunde då se de första svenska trupperna marschera fram genom skogen vid Pilshult. Rantzau befann sig vid tillfället på vänster flank vid Pålsjö tillsammans med von Dewitz, Huitfeldt och delar av generaliteten. Tidigare underrättelser hade gjort gällande att den svenska armén låg nordost om staden, och den danska stridsledningen hade antagit det som mest troligt att den svenska armén skulle komma längs landsvägen, vilket var anledningen till att armén låg placerad som den gjorde. Att den svenska armén kom marscherande rakt norrifrån kom därför som en stor överraskning. Rantzau skickade genast generaladjutant Lanting till Kärnan för att meddela om den svenska arméns ankomst. Dansk lösen, tre kanonskott, dundrade ut och den danska armén ryckte ut och ställde sig i slagordning. Runt klockan elva stod den danska armén uppställd och klar för strid, väl skyddad bakom spanska ryttare. Rantzau skickade generaladjutant Birchholtz till Helsingborg för att därifrån skicka en kurir till kungen med besked om att slaget hade börjat. Även Stenbock överraskades när han såg den danska arméns position. Hans antagande hade varit att den danska armén skulle stå mellan Brohuset och Väla och att han genom att komma från Pilshult skulle kunna anfalla den danska arméns vänstra flygel och ta denna i flanken. Den danska positionen var i stället mycket mer fördelaktig för danskarna, då dess armé stod närmre Helsingborg med vänstra flanken väl skyddad på Ringstorpshöjden och centern skyddad av svagt frusna kärr.

### De första truppförflyttningarna och slagets början

Inledande skedet av slaget. Danska armén har ställt upp sig mot Ängelholmsvägen, där de tror svenskarna ska komma ifrån. I stället kommer Stenbock från norr, längs Kullavägen.

Medan de båda arméerna började positionera sig i full slagordning kunde de två befälhavarna bedöma situationen. Då den svenska armén kom från en mer nordlig riktning än väntat och dess högra flank nu sträckte sig ner till Pålsjö, förväntade sig Rantzau att det svenska huvudangreppet skulle ske mot hans vänstra flank. Eftersom de två arméerna vid slagets början närmast stod i vinkel mot varandra, var det här i den västra delen som trupperna var som närmast varandra. Rantzau gav därför order om att Lepels regementes två infanteribataljoner skulle förflyttas från andra linjen i centern till vänstra flygeln för att förstärka artilleriställningen på Ringstorpshöjden.
Medan den svenska armén fortfarande formerade sig påbörjade de danska kanonerna vid klockan halv tolv sin beskjutning. Därmed hade slaget tagit sin början. De svenska trupperna besköts först från det tunga artilleriet på Ringstorpshöjden, bestående av tre tolvpundskanoner, fyra sexpundskanoner, två fyrpundskanoner samt en haubits, och senare även av det danska regementsartilleriet bestående av två fyrpundskanoner mellan centern och högerflygeln, två fyrpundskanoner framför Jylländska regementet och 16 trepundskanoner och två haubitsar fördelade mellan Marinregementet, Grenadjärkåren, Livgardet till fots och Prins Kristians regemente. De tunga salvorna rev hål i de svenska linjerna då kanonkulorna lätt rikoschetterade i den frusna jorden, men armén stod stoiskt kvar i sina formationer. Enligt en dansk beskrivning höll sig de svenska trupperna "meget obstinat". De svenska regementskanonerna besvarade elden, men då dessa var av mindre kaliber, samt stod avsevärt mycket lägre och i sank terräng, hade den svenska motelden begränsad verkan.
Stenbock såg att danskarna i sin position på Ringstorpshöjden var väl förskansade och därför hade en alltför stark ställning för att det skulle vara klokt att gå till direkt angrepp. Dessutom var den danska linjen längre än den svenska och han fruktade att deras högra flygel skulle kunna utflankera hans egen vänstra. Stenbock beordrade därför hela armén att göra en rörelse österut. Dels för att undvika den danska artillerielden, dels för att sträcka ut armén och möjliggöra en utflankering av den danska högra flygeln. Han började även vrida armén något söderut med målet att så småningom kunna stå parallellt med den danska linjen. Stenbock gav order till Burenskiöld att bege sig med vänstra flygelns sex kavalleriregementen fram mot Brohuset och Filborna för att säkra vänsterflanken medan den högra flygeln under Meijerfeldt höll sin ställning mellan Senderöd och Pålsjö. Här fick de utstå kraftig beskjutning från det danska artilleriet, men stod ändå kvar i väntan på vidare order. Den svenska centern utvecklade sig över våtmarkerna norr om landsvägen och började sakta rycka fram under ständig kanoneld med cheferna till häst framför linjerna.

### Första ryttarstriden vid Brohuset och Rantzaus misstag

Den danska armén har vridit sig mot nord och förstärkt i väster för att skydda sitt artilleri på Ringstorpshöjden. Den första kontakten mellan parterna sker mellan kavalleristyrkor vid Brohuset.

Rantzau satt till häst framför den danska centern och iakttog de svenska trupprörelserna. När han såg hur armén rörde sig österut insåg han att det svenska huvudanfallet inte skulle ske vid Ringstorpshöjden utan att Stenbock sökte drabbning över hela slaglinjen. Det stod också klart att den svenska vänsterflygelns framryckning mot Brohuset hotade att utflankera den danska högerflygeln. Rantzau var väl medveten om att hans flyglar var svagare än svenskarnas flyglar på grund av det danska kavalleriets numerära underläge. Han skickade därför genast generaladjutant Huitfeldt till Rodsteen på högerflygeln med order att han skulle förflytta sina trupper mot Filborna för att möta den svenska kavalleristyrkan.
I denna stund gjorde sig Rantzaus ovana som härförare påmind, då han förbisåg att sända bud till resten av sina generaler om att denna förflyttning gällde endast högra flygeln. När Rodsteen påbörjade sin framryckning mot Filborna skapade detta en stor lucka mellan centern och högerflygeln, en lucka som snart var en kilometer vid. Prins Christians fotregemente, som placerats som förstärkning i den danska högerflygeln, kunde dessutom inte följa med i kavalleriets fart och man fann sig snart isolerade mellan centern och högerflygeln. Luckan i linjen gjorde chefen för den danska centern, von Eickstedt, orolig och han gav därför på eget initiativ order om en generell framryckning och rörelse av den danska centern åt höger. Då däremot den danska vänsterflygeln på Ringstorpshöjden höll sina ställningar, började den danska armén att töjas ut och vred sig så att den kom att stå längs med landsvägen åt nordost. I den hastiga framryckningen fick de danska förbanden mycket svårt att hinna få med sig de viktiga regementskanonerna och flera av dem verkar ha blivit helt övergivna.
Strax efter klockan tolv hade Burenskiöld tagit sig fram till Brohuset med sina första nio skvadroner genom den mycket svårframkomliga terrängen. Han ställde upp sina trupper i formation vid en lång stengärdesgård som avskilde Brohuset från Filborna. Rodsteen hade vid ungefär samma tid nått Filborna och nåddes där av ytterligare ett bud från Huitfeldt att Rantzau beordrade honom att rycka ännu längre fram, mot höjden mellan Filborna och Brohuset, där de svenska trupperna höll på att formera sig. Rodsteen avancerade och började ta ställning vid en 150 meter bred lucka mellan en stengärdesgård och ett moras, nu mycket nära de svenska trupperna.
Generalmajor Brockdorff, som ledde andra linjen, hade gett order till sina dragontrupper att följa det danska kavalleriets förflyttning, men red själv för att fråga Rantzau om vad syftet med förflyttningen var, eftersom inte heller han hade fått några instruktioner. På vägen mötte han Rantzau, som själv hade börjat röra sig mot högerflygeln. Så fort Rantzau fick syn på Brockdorff ropade han åt honom att säga till befälhavaren över Livgardet till häst, överste Bernhard Joachim von Mörner, att genast gå till anfall mot de svenska trupperna. Burenskiöld kunde å sin sida inte tillåta det danska kavalleriet att stänga öppningen mot Filborna, och så fort han såg det danska kavalleriet rusa fram från höjden, beordrade han sina tillgängliga trupper att gå till motanfall. Detta trots att han fortfarande bara kommenderade sex skvadroner bestående av Västgöta kavalleriregemente och tre skvadroner ur Östgöta kavalleriregemente. Resten av trupperna kämpade sig fortfarande genom sankmarkerna längre västerut.
När Rantzau nådde fram till Filborna övertog han befälet över de danska kavalleristyrkorna under anfallet. Hans långa vana av att leda kavallerianfall tog i denna stund överhanden, då han som överbefälhavare i stället borde ha stannat kvar vid centern för att hålla uppsikt över hela sin här. Detsamma skulle kunna sägas om Burenskiöld, som i egenskap av vänsterflankens chef inte heller borde ha lett sina truppers anfall, men han var i detta avseende lik Rantzau och det danska avancemanget gav honom inte många valmöjligheter. Det svenska kavalleriet drabbade snart samman med den danska fronten, ledd av Livgardet till häst. De numerärt överlägsna danska trupperna tryckte dock snart tillbaka svenskarna mot stengärdesgården. Under stridens förvirring kom Burenskiöld bort från sin skvadron, fick sin häst skjuten under sig, omringades av Livgardet och togs till fånga, varefter han genast fördes till Helsingborg. De svenska trupperna skingrades och retirerade, men många fastnade vid ett grindhål i gärdesgården och stacks i trängseln ner av de förföljande själländska lantdragonerna. Total förlorade svenskarna under denna del av slaget 147 soldater som stupade och 401 soldater som sårades. Danskarna erövrade 11 standar. Rantzau beskrev i sin redogörelse för slaget hur "den ganske förste Linie af Fjenden blev kulbuteret, tabte en stor Del Estandarter og en stor Maengde af Folk paa Pladsen messekreret", och generaladjutant Huitfeldt skrev: "de vore nedlagte en grusom Del af Fjenden, da de retirerede sig gennem dette Hul."

### Andra ryttarstriden vid Brohuset
Den svenska vänsterflygelns resterande trupper började efter hand anlända till platsen genom Skånska tre- och femmänningsregementet under generalmajor Göran Gyllenstierna samt de tre resterande skvadronerna ur Östgöta kavalleriregemente. Gyllenstierna samlade ihop de flyende resterna av Västgöta och Östgöta kavalleriregementen och begav sig sedan genast in i striden med sina trupper. Under tiden hade Stenbock stått vid centern och sett hur de svenska trupperna tryckts tillbaka. Han hade dessutom uppfattat den lucka som bildats mellan den danska högerflygeln och centern. För att stärka upp vänsterflanken red han personligen mot sin högerflygel för att ge order om en truppförflyttning. På väg dit föll Stenbock från sin häst i ett moras och skadade sig, men inte så illa att han inte kunde fortsätta föra befälet. Han kom dock att känna av skadan under resten av sitt liv. Efter att ha kämpat sig upp på sin häst mötte han sin generaladjutant, Eberhard Bildstein, som han vidarebefordrade sina order till. Befälhavaren för andra linjen på högerflygeln, överste Carl Gustaf Dücker, skulle ta 1 200 trupper bestående av Adelsfanan och Upplands fyr- och femmänningsregemente och rida bort till Brohuset. De skulle först och främst förstärka kavalleristriden där, och skulle möjligheten uppstå skulle de sedan utnyttja luckan i den danska linjen för att klyva den danska armén i två delar.
När Rantzau såg att allt fler svenska regementen började ansluta sig till striden skickade han bud om att Livregementets dragoner och själländska lantdragonerna, som förföljt de flyende svenska trupperna, skulle dra sig tillbaka och samlas kring Livgardet till häst. När de danska kavalleritrupperna väl samlats satte sig Rantzau i täten med Rodsteen och Brockdorff på var sin flank och beordrade anfall. Den första danska anfallsvågen lyckades åter trycka tillbaka de svenska trupperna och driva Östgöta kavalleriregemente på flykten, men efter hand som allt fler svenska regementen anslöt sig till striderna, stannade framryckningen av och striderna blev allt mer desperata. Den svenska vänsterflygelns andra linje under överste Gustaf Fredrik Lewenhaupt hade gett sig in i striden med Smålands kavalleriregemente och Västgöta tre- och femmänningsregemente. Generalmajor Brockdorff uppfattade att striderna började tippa över till svenskarnas fördel och lät skicka generaladjutant Birchholtz till von Dewitz på den danska vänsterflygeln med anhållan om kavalleriförstärkningar. Så fort von Dewitz nåtts av budet gav han order om att Tredje själländska och Andra fynska kavalleriregementena på totalt 600 man skulle bege sig till högerflygeln.
Generalmajor Rodsteen frågade sig var Prins Christians fotregemente blivit av, då det danska kavalleriet i denna stund verkligen var i behov av infanteristöd. Han lät sända sin adjutant Simon Lanting att uppleta Prins Christians fotregemente och uppmana dem att rycka fram för att ge understöd, men Lanting kunde inte finna dem. Regementet hade under slagets gång helt isolerats och hade överrumplats av framrusande svenskt kavalleri. Under striderna hade regementets befälhavare, överste Johann Dietrich von Lattorff, stupat tillsammans med flera av sina officerare. Många av regementets soldater tog till flykten, men stacks ner eller tillfångatogs av svenskt kavalleri. Andra delar av regementet hade sökt sig till den danska centern och anslutit sig till Livgardet till fots på centerns högra sida.
I de hårda striderna skadades danska Livgardets chef, von Mörner, svårt och fördes bort från slaget. Både Livregementets dragoners chef, Christian Adolph von Holsten, och Själländska lantdragonregementets chef, Franz Heinrich Claus Sprengel, stupade under striden. Generaladjutant Bildstein, som följt med trupperna från högerflygeln till striden, hade där mötts av flyende svenska ryttare, men hade lyckats stanna upp och samla ihop tillräckligt många soldater för en skvadron på runt 300 man. Med dem lyckades han anfalla Livregementets dragoner i flanken. Dessa hade nyss förlorat sin chef, von Holstein, och i striderna sårades dennes efterträdare, överstelöjtnant Koppelau, så illa att han fick föras bort från striden. När ytterligare svenska trupper anslöt sig till anfallet och anföll det danska dragonregementet i ryggen bröts soldaternas stridsmoral och regementet började dra sig tillbaka. Vid den tidpunkten ankom också trupperna från Adelsfanan och Upplands fyr- och femmänningsregemente och anföll Rantzaus trupper i flanken. De själländska lantdragonerna drogs strax därefter med i reträtten och snart började också Livgardet att vika. Snart spred sig paniken bland de danska trupperna och tillbakaryckningen blev allt mer kaotisk.
Från Ringstorpshöjden hade von Dewitz betraktat hela händelseförloppet på östra sidan av slaget. Han hade uppfattat faran med öppningen mellan högerflygeln och centern, och när han nu såg hur de danska trupperna började vika tog han befälet över Första fynska och Första jylländska kavalleriregementena och red med dem mot Filborna. Dock innebar detta att den danska vänsterflygeln nu var kraftigt försvagad, då fyra av dess kavalleriregementen, och nu också dess befälhavare, hade begett sig till östra sidan av slaget. Kvar stod Marinregementet, Bülowska dragonregementet samt halva delen av Själlands lantdragonregemente. Förflyttningen av regementena hade dessutom skapat ännu en lucka i den danska linjen, denna gång mellan centern och vänsterflygeln.
Väl framme med sina förstärkningar, möttes von Dewitz av synen av det flyende Livregementets dragoner, förföljda av tre svenska skvadroner kavalleri, Bildsteins inkluderat. von Dewitz sände två skvadroner ur sina regementen till motattack och de svenska trupperna drevs på flykten. Bildstein blev omringad och tillfångatagen. Efteråt försökte von Dewitz återsamla sina trupper, men han möttes snart av resten av de flyende danska kavalleritrupperna och han lyckades inte hindra flykten. Rantzau själv lyckades i en annan del av slaget förmå en del av de flyende trupperna att stanna upp, och han samlade dem till ett motanfall. Under den förnyade striden erövrade han personligen ett svenskt standar, men blev under handgemänget skjuten genom skuldran och bröstet av en svensk fänrik. Med tyglarna i munnen och den svenska fanan i händerna red Rantzau sårad tillbaka till Helsingborg och försökte på vägen gjuta mod i sina trupper. Den danska högerflygeln var dock redan bruten och flykten mot Helsingborg gick inte att hindra.

### Centerns sammandrabbning vid Berga

Slutskedet av slaget. De danska flyglarna har kollapsat och flyr mot Helsingborg. Centern håller emot med hjälp av elitstyrkorna Gardet och Grenadjärskåren på flankerna för att understödja reträtten.

Ungefär samtidigt som den andra ryttarstriden närmade sig sin början vid Brohuset, började de två arméernas centrar närma sig varandra. Den danska centern stod utsträckt längs med landsvägen åt nordost från Ringstorpshöjden till Berga. Den danska positionen var högre än den svenska och var väl skyddad bakom spanska ryttare som medtagits under framryckningen. Den danska centers svaghet låg i stället i de helt oskyddade flankerna. På grund av en höjd som avskilde högra delen av centern från högerflygelns strid vid Brohuset kunde man inte heller uppfatta vad som hände på den sidan av slaget. Den svenska centern rörde sig så fort det över huvud taget gick över de frusna våtmarkerna vid Gyhults mad och Käfta ådra, för att enligt svenskt manér nå så nära de fientliga trupperna som möjligt innan man avfyrade sin första salva. Terrängen gjorde dock att avancemanget gick långsamt och under tiden fortsatte beskjutningen från det danska artilleriet.
De svenska regementskanonerna hade stora svårigheter att ta sig fram genom morasen och sjönk ofta ner genom brusten is när de avfyrades. Flera gånger tvingades den svenska frammarschen att hejdas i väntan på att artilleriet skulle kunna medföras. Västmanlands regemente hade avdelats för att hjälpa artilleriets manskap att dra kanonerna och under arbetet stupade regementets befälhavare, överste Gustaf Johan Tunderfelt. Stenbock hade dock lagt högsta vikt vid att kanonerna skulle följa med hela vägen fram. Trots detta lyckades det svenska artilleriet upprätthålla en livlig eldgivning mot de danska trupperna. De svenska regementskanonerna var också avsevärt fler än de danska och man lyckades föra fram alla utom två. Dessutom var vindriktningen till svenskarnas fördel, då krutröken drev i riktning mot de danska trupperna och gjorde att de fick svårt att hitta sina mål.
Den första infanterisammandrabbningen skedde vid östra delen, mellan de av överste Hamilton (som gjorde generalmajors tjänst) tillsammans med andra linjens chef, överste Lamoral van der Noth, förda svenska trupperna Smålands och Upplands femmänningsregementen, samt Sachsiska regementet, och de danska förbanden Livgardet till fots under överstelöjtnant Christian Albrecht Danckwardt och Drottningens livregemente under överste Manderup Due. De svenska trupperna ryckte fram under kraftig beskjutning, men leden slöts snabbt där luckor uppstod. Överste van der Noth träffades av fientlig eld och fördes sårad bakåt i leden. Han avled av sina skador. Regementskanonerna, som man med stor möda hade lyckats föra fram tack vare befälhavaren major Carl Cronstedts ansträngningar, bytte när man hade kommit inom 100 meters avstånd från den danska armén till druvhagel- och karteschladdningar med förödande verkan. De regementskanoner som danskarna hade lyckats föra fram besvarade elden, men det blev uppenbart att det svenska artilleriet var starkare. När de svenska regementena kom inom 10 till 15 meter från den danska linjen avfyrades massiva salvor från regementskanonerna samtidigt som infanteriet avgav en kraftfull muskötsalva. Strax efter föll det svenska infanteriet in mot danskarna med pikar och blanka vapen. Det var ungefär när striderna var som hetast i centern som de danska kavalleritrupperna vid Brohuset började ta till flykten.
Drottningens regemente drabbades särskilt hårt av den svenska artillerielden. Några av soldaterna i det bakre ledet såg hur danska kavallerister från högerflanken flydde mot Helsingborg, jagade av svenska ryttare, och oro uppstod i leden. Medan förbandets officerare kämpade med att få soldaterna att hålla sina poster, träffades regementschefen, överste Due, av artillerield i både högra armen och vänstra benet och föll sårad ner från sin häst. Han dog senare av sina skador. Regementschefens fall, tillsammans med fruktan att stängas av från Helsingborg, vände oron till panik och regementet upplöstes i full flykt. Det närmaste regementet till vänster, Fynska regementet, såg hur Drottningens livregemente tog till flykten och då deras musköter var helt oladdade efter en nyss avfyrad salva spred sig paniken även till detta förband som slog till reträtt. Även Jylländska regementet drogs med i flykten. Kvar i första linjen stod nu endast Livgardet till fots vid högerflygeln och Grenadjärkåren vid vänsterflygeln. Båda bjöd envist motstånd mot de svenska trupperna. Andra linjens befälhavare, prins Karl von Hessen-Philippsthal, förde fram sina trupper i position i luckan mellan de två regementena och gav fyr mot de svenska regementena. Snart därefter anfölls dock linjens trupper i ryggen av svenskt kavalleri och det dröjde inte länge förrän även dessa förband löstes upp och tog till flykten.

### De sista striderna

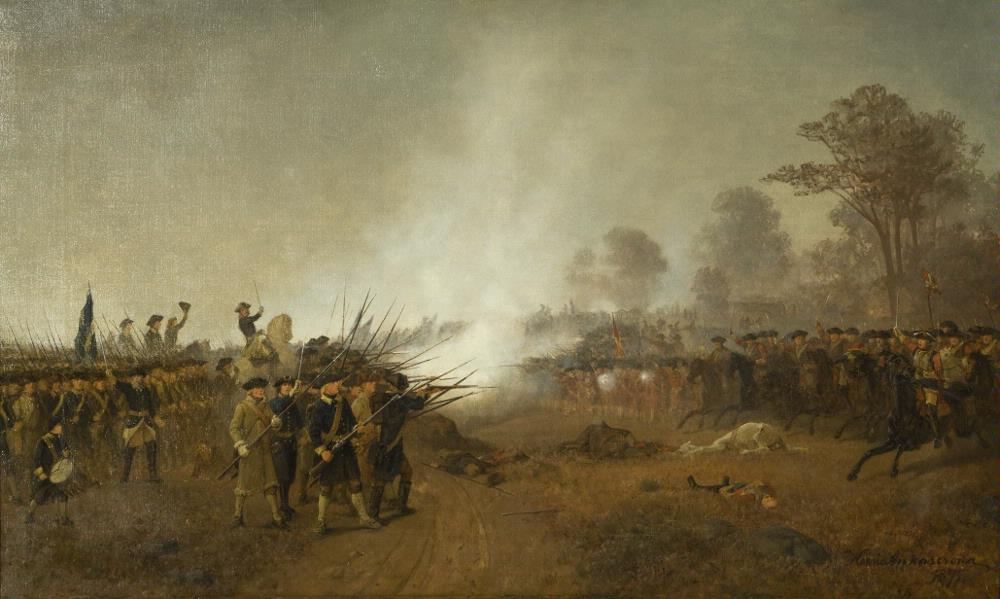
Stenbocks getapojkar vid Helsingborg 1710. Målning av Henric Ankarcrona.

Livgardet fortsatte hårdnackat att stå emot fiendens avancemang och avgav från sin höjd en kraftfull plutonseld mot de svenska trupperna nedanför. Både Smålands och Upplands femmänningsregementen led stora förluster med vardera 200 döda eller sårade. I stridens hetta träffades Livgardets regementschef, överste Danckwardt, av kanoneld som slog av hans ben i knähöjd. Under en kort tid fortsatte han ändock att kommendera sina trupper, men stacks till slut ned av en svensk pikenerare. Snart anslöt sig Södermanlands regemente till de anfallande svenska trupperna och Livgardets situation blev ohållbar. Regementets förluster var oerhörda. Med 500 döda eller sårade och 490 tillfångatagna blev hela förbandet i praktiken upplöst. Dock hade Livgardets stora uppoffring skyddat de övriga danska truppernas reträtt genom att binda upp stora delar av det svenska infanteriet. Trots detta hann det flankerande svenska kavalleriet upp stora delar av de flyende danska trupperna som höggs ner eller tillfångatogs.
I den västra delen av centerns strid, strax öster om Ringstorpshöjden, stod även Grenadjärkåren isolerad efter mittenregementenas flykt. Detta regemente stod emot det svenska trupperna lika obstinat som Livgardet och häftiga strider utspelade sig mellan dem och Älvsborgs regemente. I striderna förlorade det svenska regementet totalt upp emot 370 man i form av dödade eller sårade. Ungefär 700 meter längre västerut stod resterna av den danska vänsterflygeln genom Marinregementet och Lepels regemente, samt de två kvarvarande kavalleriregementena Bülowska dragonregementet och tre skvadroner ut Själlands lantdragonregemente. Flygeln stod utan befälhavare då von Dewitz följt med högerflygelns reträtt mot Helsingborg och inte varit förmögen att ta sig tillbaka till sin flank genom det svenska kavalleriet. I ett försök att täppa till luckan i stridslinjen förflyttade sig de två dragonregementena för att ta ställning mellan Marinregementet och Grenadjärkåren, men även generalmajor Meijerfeldt hade uppfattat luckan mellan de danska trupperna och beordrade dit sina kvarvarande regementen kavalleri, Riksänkedrottningens livregemente till häst och Livregementet till häst, för att anfalla Grenadjärkåren i flanken. De svenska kavalleritrupperna red fram längs med Ringstorpshöjden och hamnade under häftig beskjutning från det tunga danska artilleriet som på nära håll avfyrade flera salvor kartescher. Meijerfeldts trupper stötte sedan ihop med de framryckande danska dragonerna som på grund av sitt numerära underläge inte kunde bjuda något större motstånd och snart tvingades på flykten. I stället för att vända om och utföra det planerade anfallet mot Grenadjärkårens flank förföljde de svenska kavalleritrupperna de danska dragonerna hela vägen till Helsingborg. Riksänkedrottningens livregemente ska sedan ha vänt om och deltagit i anfallet på Livgardet på motsatta sidan slaget.
Grenadjärkårens ställning blev alltmer trängd då fler svenska infanteritrupper ryckte fram mot dem. Kronobergs regemente, som tidigare stått mittemot Jylländska regementet, angrep, efter att detta flytt, Grenadjärkårens högra flank och besköt denna med häftig eldgivning. Generalmajor von Eickstedt insåg att vidare motstånd var lönlöst och beordrade dansk reträtt. Till skillnad från Livgardets öde kunde denna göras i ordnade former och en stor del av de kvarvarande regementena lyckades ta sig tillbaka till Helsingborg någorlunda oskadda. Detta kunde ske mycket tack vare att det svenska kavalleriet hade försvunnit i jakt på de danska dragonerna. Rantzau hade med sina sista kraftansträngningar lyckats formera det danska kavalleri som samlats vid Ängelholmsporten till ett motanfall på de svenska kavalleritrupper som ryckte fram mot befästningarna. Det handlade till största delen om trupper från Livgardet till häst och Bülows dragonregemente. Då Rantzau själv nu var alltför svag för att sitta till häst, var han tvungen att dra sig tillbaka in till staden för att leta upp den danska arméns fältskär. Befälet överlämnade han till generaladjutant Huitfeldt. Understödda av kanoneld från befästningsvallarna, samt av en pluton ur den i staden stationerade bataljonen ur Västsjälländska lantmilisregementet, lyckades man slå tillbaka de svenska trupperna och förhindra en överrumpling av stadens försvar. Det danska artilleriet lyckades av egen kraft dra de tunga kanonerna till en närliggande mosse och sänka dem i den. Runt klockan tre på eftermiddagen var huvuddelen av slaget över. Enstaka mindre strider utspelade sig utanför Helsingborgs vallar. De sista striderna bedarrade slutligen vid halv fyra-tiden.

## Efter slaget
Resterna av den danska armén sökte sin tillflykt innanför de hastigt uppförda vallarna kring Helsingborg. Någon uttalad befälhavare för trupperna fanns inte då Rantzau på fältskärens inrådan genast överskeppats till Helsingör för att behandlas för sina skador. I samma slup fördes även den skadade befälhavaren för Livgardet till häst, överste Mörner, samt de tillfångatagna Burenskiöld och Bildstein. Under generalmajor von Eickstedts befäl fördelades delar av infanteriet till att besätta olika delar av Helsingborgs förskansningar som skydd mot ett möjligt svenskt anfall mot staden. Kavalleriet kallades tillbaka och ställdes vid den jämna marken utanför Rååporten för att inte vara i vägen för stadens artilleri. Något svenskt anfall kom dock inte, då Stenbock trots sitt övertag valde att inte genast anfalla Helsingborg. Vid Rantzaus ankomst till Helsingör skickades en kurir till Köpenhamn med besked om nederlaget, varvid Fredrik IV genast skickade generallöjtnant Charles Damas de Cormaillon till Helsingborg för att skapa sig en bild av den danska arméns tillstånd efter slaget. Senare under dagen ankom även chefen för det själländska kustförsvaret, kommendör Ole Judichær, med en eskader bestående av fregatterna Phønix och Hvide Ørn, samt bomardergallioterna Citronen och Pomeransen för att beskydda Helsingborg från kustsidan. Dagen efter ankom linjeskeppen Fyen och Prins Carl, vilka efterföljdes av linjeskeppen Prins Vilhelm och Gyldenløve ett par dagar senare.

### Belägringen av Helsingborg

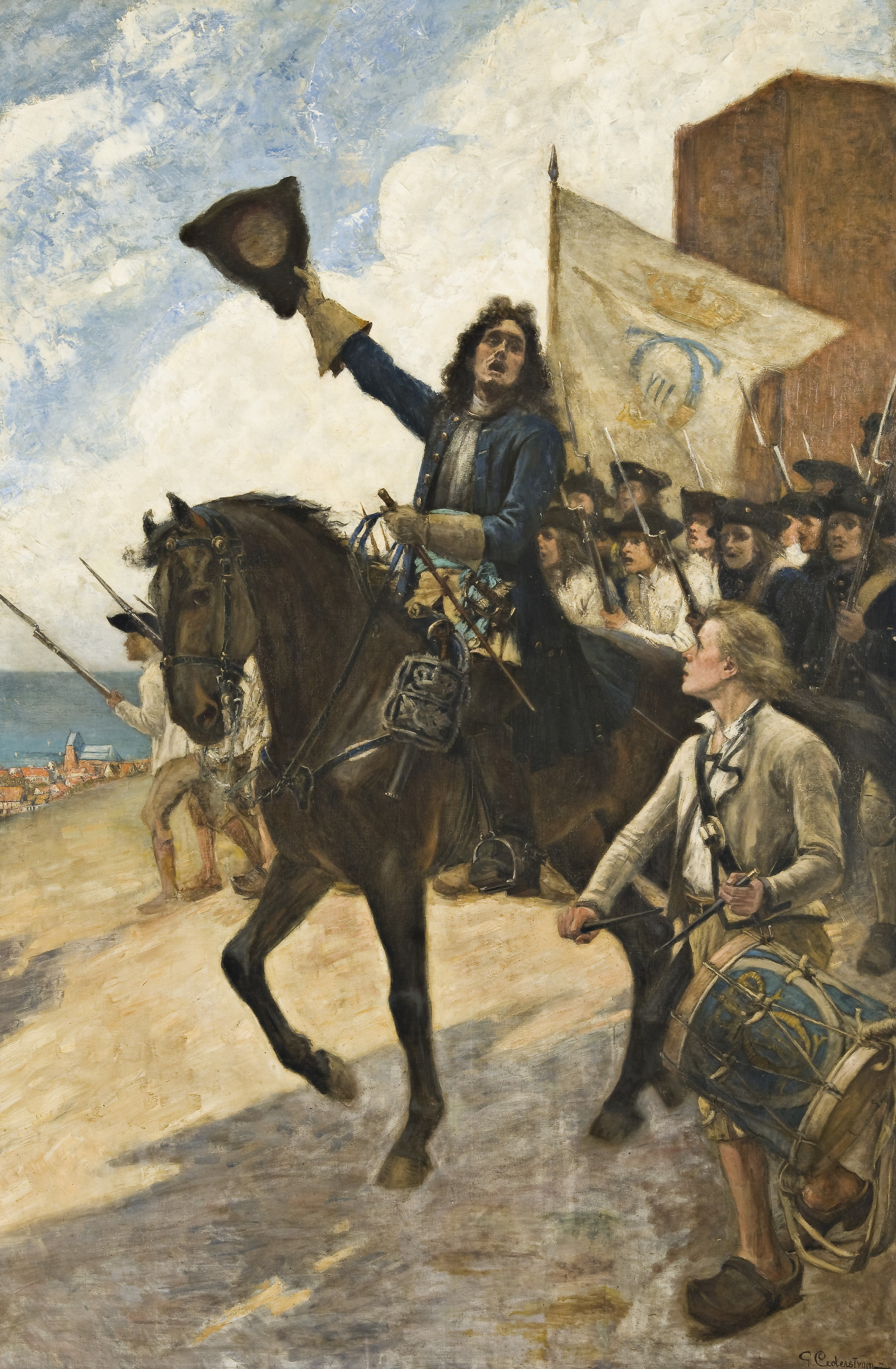
Magnus Stenbock vid Helsingborg. Målning av Gustaf Cederström.

Grunden till att Stenbock avvaktade med att storma Helsingborg angav han i sin slutgiltiga rapport till defensionskommissionen vara att terrängen kring staden var alltför svårframkomlig och att trupperna var för utmattade för att göra ännu en framryckning. Han saknade dessutom faskiner för att fylla igen vallarna runt Helsingborg vid en stormning. I ett tidigare utdrag till rapporten, som troligen skrivits av någon annan än Stenbock, anges dock anledningen vara att Stenbock inte ansåg "staden värd nog att en redlig och svensk blodsdroppe genom en formell attack utgjutas skulle", eftersom staden genom sin kapitulation hade brutit sin trohetsed mot den svenske kungen. Eftersom hotet om rysk invasion fortfarande var stort, ansåg Stenbock också att en stormning av Helsingborg skulle kräva alltför stor manspillan, vilket man inte hade råd med. I stället lät Stenbock på tryggt avstånd inringa staden och inrättade sitt högkvarter i Pålsjö.
På morgonen den 1 mars sände Stenbock överste Carl Gustaf Dücker till Helsingborg för att förhandla med de danska befälhavarna. Han möttes vid Kullaporten av generalmajorerna von Eickstedt och von Dewitz, samt generaladjutant Klepping. Dücker lade fram de svenska villkoren: om de danska trupperna kapitulerade fredligt skulle de tas som krigsfångar och officerarna skulle få behålla sitt bagage, men om de bjöd motstånd och staden intogs skulle ingen pardon ges. Som svar gav von Dewitz att Stenbock bedrog sig om han trodde att den danska armén var i så dåligt skick att den inte kunde stå emot en svensk stormning och att han inget hellre önskade än att få se Stenbock stå framför Helsingborgs befästningar. Stenbock hade inte hyst någon större förhoppning om dansk kapitulation, då de danska trupperna fortfarande hade fri lejd till Själland. Samma dag förde svenskarna ner ett batteri på 10 kanoner, 2 haubitsar och 2 mörsare till stranden nedanför Pålsjö för att därifrån beskjuta Helsingborg och den danska flotteskadern. Någon större effekt hade beskjutningen dock inte och elden besvarades av de danska örlogsskeppen. I ett utkast till ett brev till den svenska flottans överbefälhavare, amiralgeneral Hans Wachtmeister, framgår att Stenbock hade långt gångna planer på att sända efter en eskader från Göteborg för att mota bort de danska skeppen i Öresund och möjliggöra en blockad av de danska truppernas återfart och kunna beskjuta Helsingborg från sjösidan. Den danska evakueringen hann dock påbörjas innan brevet hade skickats.
Generallöjtnant de Cormaillon hade anlänt till Helsingborg den 1 mars, men återvände redan dagen därpå, den 2 mars, till Köpenhamn tillsammans med generalmajor von Eickstedt för att avlägga rapport till Fredrik IV. Som befälhavare för de resterande danska trupperna i staden utsågs von Dewitz. Han kunde konstatera att befästningarna var i uselt skick. Vallgraven var på sina ställen inte djupare än att eventuellt anfallande kavalleri hade kunde hoppa över den. Stora delar av vallen saknade palissader och var så trång att man skulle få svårt att formera sig på den vid ett anfall. Trots detta gjorde von Dewitz sitt bästa för att förstärka försvaret och befäste de mest utsatta delarna med trupper i tre led. På kvällen den 2 mars tillfrågade von Dewitz de övriga generalerna, generaladjutanterna, samt kommendör Judichær, om det bästa vore att redan nu börja skeppa över den danska armén till Själland, eller om man skulle invänta det svenska anfallet och försvara Helsingborg. Då von Dewitz inte erhöll något enhälligt svar valde han att sända generaladjutant Klepping till Köpenhamn för att hänskjuta frågan till Fredrik IV. Vissa delar av den danska armén, mestadels sårade och icke stridande men även Livgardet till häst, hade redan den 1 mars skeppats över till danska sidan av Öresund.
Den 3 mars ryckte svenskt kavalleri och infanteri fram mot Helsingborg, troligen vid Ängelholmsporten, men då danskarna öppnade eld från kanonerna på Kärnans topp drog de svenska trupperna sig tillbaka. Samtidigt fortsatte eldgivningen från det svenska batteriet på udden norr om Kullaporten, dels mot staden, dels mot skeppsbryggan och de danska skeppen. En av de svenska artilleripjäserna lyckades träffa det danska huvudmagasinet för krut och ammunition som var inhyst i stadens skolhus strax norr om Mariakyrkan. Bland annat förvarades där 3 000 granater och träffen resulterade i en våldsam explosion som utplånade ett helt kvarter och en hög eldkvast reste sig över staden. Mariakyrkan fick omfattande skador och stadens skolhus jämnades med marken. Granaterna fortsatte att brisera i serier och smällarna skapade stor förvirring och oro då många av de danska trupperna trodde att svenskarna hade brutit sig in i staden.

### Evakueringen av de danska trupperna
På kvällen den 3 mars hade Fredrik IV:s beslut om att överföra trupperna till Själland nått Helsingborg, och von Dewitz höll krigsråd med sina befälhavare för att planera överfarten. Då hotet om att den svenska flottan skulle anlända för att förhindra överfarten var överhängande, var transporten av trupperna tvungen att ske på så kort tid som möjligt. Det stod klart att det inte skulle vara möjligt att inom rimlig tid föra med sig det omfattande proviantförråd som samlats i Helsingborg, trossen och dess vagnar, samt större delen av arméns hästar. Då man inte ville att detta skulle falla i svenskarnas händer började man redan samma kväll bränna upp trossens rustvagnar och ammunitionsvagnar.
Evakueringen av trupperna till Helsingör påbörjades den 4 mars, under fortsatt svensk beskjutning mot skeppsbron. Den hårda beskjutningen från den svenska artilleriposteringen hade däremot slitit hårt på artilleripjäserna. En mörsare hade exploderat av överhettning och flera lavetter hade skadats av skottens rekyler. Det svenska bombardemanget var därför mycket lugnare när evakueringen började. De första beväpnade trupperna att föras över var kavalleriet. Bedömningen gjordes att man inte hade möjlighet att skeppa över alla kavalleriets hästar eller de hästar som följt med trossen. Då man inte ville att dessa skulle falla i fiendens händer valde man att sticka eller skjuta ihjäl dem, totalt omkring 5 000 djur. Endast officerarnas hästar skonades och fördes över till Danmark.
Den 5 mars överskeppades dragonerna och infanteriet. Detta kunde ske relativt ostört då det svenska artilleriet inte kunde genomföra någon beskjutning i och med att en tjock dimma hade fallit över Öresund och Helsingborg. Under evakueringen tog danskarna all proviant som samlats i stadens förråd, runt 10 000 tunnor råg, korn och havre, och dumpade ut den på stadens gator. Där blandades säden med gyttja, hästblod och hästavföring och blev fullständigt oanvändbar som föda. I ett brev hade Fredrik IV befallt att inte all proviant skulle förstöras, utan att en del skulle delas ut till de borgare vars hus nedrivits eller på annat sätt förstörts till följd av de danska befästningsarbetena. Detta brev hann dock inte fram till Helsingborg i tid för att förhindra förstörelsen av provianten. Resterande 22 kanoner förnaglades och allt kvarvarande krut ströddes ut på marken. Till sist satte man eld på stadens skeppsbro. Klockan nio på kvällen steg von Dewitz tillsammans med generaladjutant Huitfeldt och trettio man ur Tredje själländska kavalleriregementet som hade stannat kvar vid foten av skeppsbron ner i den sista slupen, och därmed lämnade de sista danska trupperna Helsingborg och Skåne.

### Förhållandena i Helsingborg
Staden Helsingborg drabbades hårt av slaget. Flera hus hade nedrivits till följd av de danska befästningsarbetena, det svenska bombardemanget hade skadat ytterligare hus och staden var fylld av en oerhörd mängd hästlik som de danska styrkorna hade lämnat efter sig. För att vålla så stort besvär som möjligt för svenskarna hade dessa till och med släpats ner i källare och släppts ner i brunnar. I den danska generalstabens sammanfattning om slaget hette det att kadavren "med en viss raffineret Ondskab anbragte saaledes, at det blev vanskeligt at fjerne dem". De svenska styrkorna möttes därför av en bedrövlig syn när de tågade in i staden. Stanken från hästliken var så kraftig att Södermanlands regemente, som skulle inkvarteras i Helsingborg, var tvunget att efter en kort tid lämna staden.
Ryttmästare Christer Boije af Gennäs ålades uppgiften att rensa upp staden, men de svenska soldaterna vägrade att ta hand om kadavren, eftersom det vid denna tid ansågs ovärdigt för en man att ta hand om hästlik. Sådant ansvar vilade på de så kallade ärelösa borgarna: bödeln och rackaren, även benämnd nattmannen. Dessa var dock alldeles för få för att kunna ta hand om alla hästlik själva. Även stadens borgare var mycket motvilliga till att hantera de döda hästarna. Boije af Gennäs skickade därför ut befallningar till bönder i stadens omgivning om att de skulle ta hand problemet, men de var ovilliga att infinna sig, trots upprepade order. Slutligen hotades bönderna med arrestering eller prygel om de inte utförde uppgiften, och inför detta hot tog de till slut hand om kadavren, som grävdes ner eller dumpades i Öresund.
De under slaget stupade soldaterna låg kvar på slagfältet till den 6 mars, då de slutligen begravdes i vallgraven kring Helsingborgs befästningar. Här begravdes också flera av de hästar som dödats under och efter slaget. Vid uppförandet av ett nytt hus vid Nedre Långvinkelsgatan år 1938 påträffades en stor massgrav med åtskilliga fynd vid den plats där vallgraven hade gått. På motsatt sida av gatan påträffades år 1944 vid grundgrävningarna till ännu ett nybygge en liknande fyndplats. Vallgraven låg nära den så kallade "Springkällan", som under denna tid var stadens viktigaste vattentäkt. Massgravarna förorenade snabbt källan med bakterier och under de närmaste månaderna efter slaget avled 195 av Helsingborgs invånare av förgiftning.

## Förluster

### Danska armén

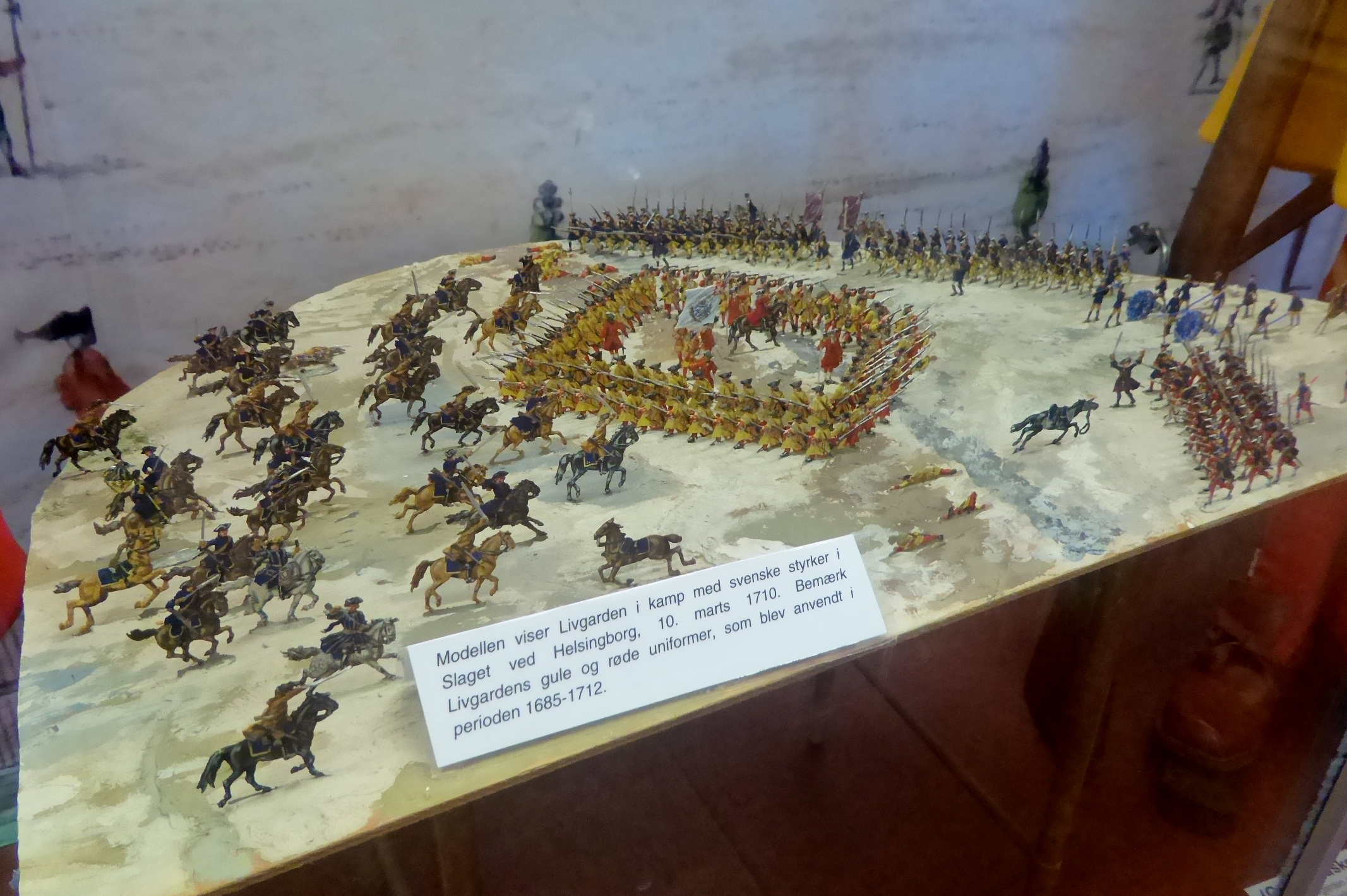
Modell av hur Livgardet till fots omringas av svenska trupper i slagets slutskede i Livgardens Historiske Samling.

De danska förlusterna var förödande. De uppgick till närmare 7 500 man i stupade, sårade eller tillfångatagna och dessutom hade artilleriet hamnat i svenska händer. Eftersom det inte har hittats några bevarade listor över de döda och sårade har det varit svårt att fastställa den exakt siffran, men det totala antalet uppskattas till mellan 4 600 och 5 000. Fördelningen mellan döda och sårade skiljer sig också åt mellan olika uppskattningar, med siffror mellan 1 500 och 2 000 döda och mellan 3 000 och 3 500 sårade. Bedömningarna kompliceras ytterligare av att många sårade avled av sina skador under dagarna efter slaget. Det fanns inte tillräckligt med fältskärer att vårda alla skadade, och många fick skickas till Helsingör eller Köpenhamn. En samtida dansk rapport, överlämnad till Fredrik IV den 27 september 1718, beräknade att det slutligen rörde sig om 2 500 stupade. De sårade danskar som låg kvar på slagfältet var för många för de svenska fältskärerna att ta hand om, och då dessa i första hand fokuserade sin vård på de svenska soldaterna lämnades ett hundratal av de värst sårade danska männen över till danskarna i Helsingborg. När det kommer till antalet tillfångatagna danska soldater finns dokument från de svenska myndigheterna sparade som ger mer exakta siffror. Dessa uppger att 89 danska officerare samt 2 588 underofficerare och meniga tillfångatagits, vilket ger ett totalt antal på 2 677.
De danska regementen som stod kvar och slogs led mycket större förluster än de övriga. De två elitregementen som bjöd motstånd längst, Livgardet till fots och Grenadjärkåren, hade det största antalet stupade och sårade. Livgardet till fots förluster uppgick till 510 döda eller sårade och 488 tillfångatagna, medan Grenadjärkårens förluster uppgick till 406 döda eller sårade, men endast 90 tillfångatagna då man kunde dra sig tillbaka i ordnade former. Prinsen av Hessens regemente, som fördes upp efter att de föregående regementena flydde, kom också att lida stora förluster med 302 döda eller sårade och hela 641 man som togs till fånga. Det tredje elitregementet, Drottningens livregemente, som var det som tog till flykten först, förlorade 358 man som antingen dog eller sårades, medan 587 togs till fånga. Som jämförelse förlorade de två regementena som flydde därefter, Jylländska och Fynska regementena, runt 100 man i döda och sårade vardera och endast 16 respektive 27 togs tillfånga. Slutligen kan nämnas Prins Kristians regemente, som hamnade isolerat mellan centern och högerflygeln, och kom att förlora hela 506 man i döda eller sårade och 380 i tillfångatagna. Bland kavalleriet led Livregementets dragoner de största förlusterna med 205 man som dog eller sårades, och Livgarden till häst med 149 man döda eller sårade. Då kavalleriregementena var mindre än infanteriregementena var dessa förluster proportionsmässigt stora. Antalet tillfångatagna från ryttarregementena var betydligt mindre, då dessa var mer rörliga och därmed var mer svårfångade.

### Svenska armén
Förlusterna för den svenska armén uppgick till 810 döda och 2 098 sårade, totalt 2 908. Av de sårade skickades ungefär 1 400 till Lund för vård. Endast 3 svenska officerare och 13 meniga togs till fånga under slaget, men två av officerarna, generalmajor Jacob Burensköld och generaladjutanten Eberhard Bildstein, var mycket värdefulla fångar. Den tredje officeren att tillfångatas var ryttmästare Abraham Falkengren från Smålands kavalleriregemente. Bland de svenska infanteriregementena, var det de som stod vid flankerna vid de två danska elitregementena som led de största förlusterna. I Älvsborgs regemente, som stått mittemot Grenadjärkåren, stupade 102 man och 271 man sårades. Södermanlands regemente, som stått mot Livgarden till fots, förlorade 91 man i döda och 136 man i sårade. Bland kavalleriregementena var det de förbanden som deltog i de häftiga striderna vid Brohuset som drabbades hårdast. Hos Västgöta kavalleriregemente, som fastnat vid grindhålet vid stengärdesgården, stupade 73 man och hela 316 sårades och hos Västgöta tre- och femmänningsregementet till häst stupade 83 man medan 126 sårades.

### Krigsfångarna
Av de många danska krigsfångarna skickades officerarna till Malmö, förutom de svårast sårade som skickades till Helsingör för vård. De meniga skickades till Halmstad, varifrån de sändes vidare till olika fångläger runt om i Sverige. De sattes bland annat i arbete med att bygga ut landets fästningar, ett arbete med mycket hög dödlighet. Vissa av de värvade soldaterna undkom detta öde genom att i stället ta värvning i den svenska armén. Många dog också av sina skador eller i pesten som härjade Sverige 1710–1713. Officerare var en mycket viktig handelsvara när det kom till utväxling av krigsfångar, och de behandlades oftast väl. Burensköld skickades så fort som möjligt från Helsingör till Köpenhamn, där han mottogs av Fredrik IV som gav tillbaka honom hans värja. Han inkvarterades därefter på Herlufsholm. Redan den 17 mars släpptes dock Burensköld tillsammans med Bildstein "på paroll", alltså på hedersord att de skulle återlämna sig till fångenskapen efter en viss tid, för att överlämna ett förhandlingsbud från Fredrik IV till Magnus Stenbock. Båda höll sitt ord och återvände den 14 maj 1710.
Jag fägnar mig att åter se min Bror. Han har i slaget vid Helsingborg gjort sig väl som soldat men slätt som general. 
Förhandlingar påbörjades om utväxling av de tillfångatagna och ett avtal skrev under den 25 maj 1710. Burensköld utväxlades mot tre danska överstelöjtnanter, en major och tre kaptener, Bildstein mot en major och två kaptener, och Falkengren mot en ryttmästare. Två svenska kornetter som också tillfångatagits byttes mot två danska löjtnanter. Alla svenska meniga som tagits till fånga under slaget och fälttåget frisläpptes också som tack för att Stenbock överlämnat de värst sårade till Danmark. Även om Burensköld och Bildstein kunnat utväxlas mot flera andra officerare räckte inte detta för att täcka alla tillfångatagna danska officerare och i stället föreslogs att utväxla dessa mot svenska officerare i rysk fångenskap, vilka hade tagits till fånga när staden Elbing i Polen fallit i ryska händer. Det dröjde dock till den 12 maj 1711 då att avtal kunde undertecknas vid Pålsjö norr om Helsingborg, och utväxlingen utfördes mellan 1711 och 1714.

## Analys
Flera faktorer har av sentida historiker utpekats ha betydelse för utkomsten av slaget. Bland annat Anders Blidberg, Arthur Stille och Claes-Göran Isacson redogör i sina respektive böcker om fälttåget att Reventlows sjukdom och det faktum att han ersattes av Rantzau strax innan slaget, kom att ha stor inverkan på det slutliga resultatet. Rantzaus brist på fältherreerfarenhet och det faktum att han ska ha saknat det lugn och den känsla för överblick som Reventlow besatte, är några punkter som förs fram. I de slag Rantzau hade deltagit, hade han mest kommenderat kavalleriflyglar vilket innebar att han var van att befinna sig mitt i stridens hetta inom sin del av slaget, och inte så van att överblicka helheten. Denna ovana kom till uttryck i två mycket konkreta misstag av Rantzau under slaget. Hans första misstag var att förbise kommunikationen med övriga delar av sin armé när han beordrade framryckningen av den danska högerflygeln, vilket ledde till en oavsiktlig förflyttning av hela armén. Hans andra misstag var att han personligen tog befälet över högerflygeln och därmed tappade överblicken över resten av den danska armén och därigenom inte kunde rätta till sitt första misstag. I och med detta var den danska armén i praktiken utan överbefälhavare.
Som kontrast till Rantzaus agerande nämns Stenbock, som under hela slaget höll sig bakom sin armé med full uppsikt över slagfältet. Det sätt på vilket Stenbock förde befälet under slaget får av många beröm, men på vissa punkter har han kritiserats. I en analys av Karl XII:s stridstaktik publicerad av den svenska generalstaben 1919, behandlas även de slag där Stenbock var fältherre. I denna anklagas Stenbock för att hålla fast vid en mer rigid lineartaktik, till skillnad från Karl XII:s mer offensiva flygelstridsföring. Man ansåg att Stenbock mer resolut hade kunnat krossa den danska armén om han samtidigt som danskarna var upptagna med striderna på den svenska vänsterflygeln hade växlat till att fokusera på högerflygeln, för att på så sätt skära av danskarnas reträtt. Även den danska generalstaben når slutsatsen att Stenbock mer eftersökte en traditionell lineartaktik och att han genom att vrida den svenska armén sökte ett parallellslag. En annan kritik som har framförts mot den svenska ledningen var att högerflygeln fortsatte att förfölja de danska dragonerna för långt. Hade de i stället vänt om och anfallit det danska infanteriet, hade den danska armén lidit betydligt större förluster.
Den danske historikern Karsten Skjold Petersen menar i sin bok om slaget att förutom ovanstående hade Carl Cronstedts effektiva användning av det svenska fältartilleriet, som till största delen bestod av lättare regementskanoner, också stor betydelse för utkomsten av slaget. Det sätter han i jämförelse med att de danska regementskanonerna till stor del hamnade på efterkälken i den danska centerns spontana framryckning. Vidare spekulerar Skjold Petersen om betydelsen av de båda stridande förbandens sammansättning för deras effektivitet i strid. De danska trupperna var värvade och bestod till största delen av tillfälligt hopskrapat manskap från stora delar av Europa, medan de svenska utskrivna soldaterna alla kom från samma trakt i landet och därför talade samma språk.
Hur det danska fälttåget sköttes pekas också ut som något som hade stor betydelse. Skjold Petersen pekar på det faktum att Reventlow inte fick gehör för sina krav att Malmö och Landskrona skulle intas, vilket hade kunnat frigöra många trupper för fälttåget mot Karlskrona. Eftersom dessa städer var befästa hade de också varit säkrare brohuvuden för överföring av förstärkningar och materiel. Utöver det hade man förnekat Stenbock tillgång till de 20 kanoner som fanns på Malmöhus slott. Även Stille påpekar att danske kungen borde ha följt Reventlows råd och intagit städerna. Den långa reträtten tillbaka till Helsingborg, föranledd av just bristen på trupper då många var uppbundna vid belägringarna, anser både Stille och Skjold Petersen bör ha brutit ner den danska arméns moral.

## Efterdyningar

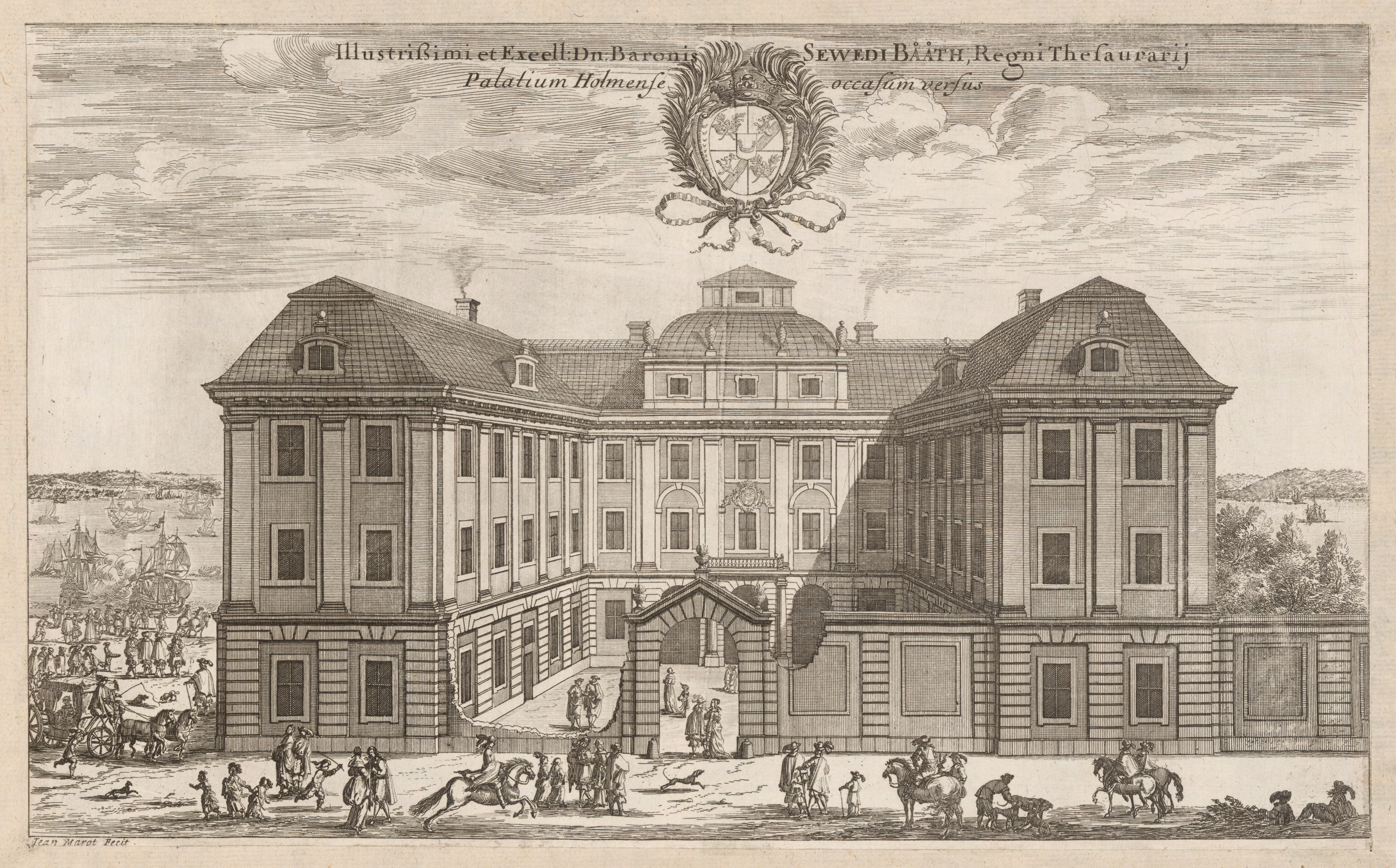
Bååtska palatset som det avbildas i Suecia antiqua et hodierna 1669.

Efter Stenbocks seger vid Helsingborg började en hjältekult växa kring honom i det svenska riket. Han fick personliga gratulationer från änkedrottningen Hedvig Eleonora, prinsessan Ulrika Eleonora, hertig Karl Fredrik av Holstein-Gottorp, kung Stanisław Leszczyński och hertigen av Marlborough. Över hela riket firades Stenbocks seger med hyllningstal, skrifter och konstnärliga verk, och i en allmän tacksägelseceremoni den 18 mars lovprisades Stenbocks namn. I april reste Stenbock till Stockholm för att informera riksrådet om det nya strategiska läget. Vid ankomsten dit hyllades han av stadens invånare och han höll flera segertal inför präst- och bondestånden. Rikets ständer skänkte honom Bååtska palatset och den 21 maj utnämnde riksrådet honom till fältmarskalk, och skickade fullmakten till Karl XII:s högkvarter i Bender för kungens underskrift.  Kungen underlät däremot att besvara fullmakten och utnämnde i stället Stenbock till riksråd, vilket betydde att han motvilligt fick avsäga sig sin tjänst som guvernör över Skåne. Kungen ändrade sig dock och stadfäste fältmarskalksutnämningen två år senare.
Från danska sidan konstaterades att fälttåget hade varit en katastrof, och Fredrik IV begärde in redogörelser från alla i den danska generalstaben för att reda ut vad som gått fel. Särskilt ville han veta vilka order som getts och huruvida dessa efterföljts. Klart var att det var tid att utpeka syndabockar. Rantzau kritiserades hårt, särskilt av överkrigssekreteraren von Lente, men bedömningen gjordes att han trots allt visat på initiativ och personligt mod, och han undkom större konsekvenser. Han fick år 1711 ansvaret för inneslutningen av Wismar. Skulden föll i stället på Reventlow, som avskedades som överbefälhavare den 12 april. Reventlow togs dock i nåder igen och våren 1712 gick han i kungens tjänst som diplomat och var Danmarks sändebud till Peter den store och August den starke inför slaget vid Gadebusch. Efter Stenbocks seger var hans insats avgörande i att lyckas övertala en uppgiven Peter den store att inte avbryta sitt fälttåg och återvända till Ryssland. Det visade sig att Reventlow hade drabbats av gikt och generalen blev sängliggande i sju månader efter fälttåget. Samtidigt med Reventlow avskedades chefen för det danska förplägnadsväsendet, justitieråd Christoffer Joachim Giese. Han fick något mer rättmätigt skulden för de senfärdiga materiel- och proviantleveranserna. Den 17 maj avskedades överkrigssekreteraren von Lente och ersattes på tjänsten av Valentin von Eickstedt.
De borgare i Helsingborg som stött danskarna, och där de flesta följde med de danska trupperna över sundet, fick sina egendomar och gårdar konfiskerade av den svenska staten. Bland de som flytt fanns den av danskarna utsedde borgmästaren Herman Schlyter, samt prästerna Hans Jacobsen och Johannes Bondaeus som tagit över efter Olof Troilius och läst upp Fredrik IV:s plakat vid invasionen. Schlyter bosatte sig i Helsingör, men dog 1711 i pesten. Jacobsen och Bondaeus belönades med nya tjänster inom det danska kyrkoväsendet. Herman Schlyters gård beslagtogs av svenskarna och gården hotades av rivning, men räddades av stadens magistrat som föreslog att gården skulle användas som rådhus. Däremot hade inte alla Helsingborgs invånare stött den danska armén och det finns rapporter om borgare som deserterade till den svenska sidan. Bland de fångar som fördes över fanns också borgare från staden. Bland dessa fanns till exempel rådmännen Johan Cöster och Jonas Bleikman samt postmästaren Lucas Lohman. Den svenska regeringen beslutade att staden skulle avlägga en ny trohetsed till den svenske kungen. Detta ifrågasattes av Stenbock som ansåg att stadens borgare kom för lättvindigt undan och borde straffas för sitt brott mot den förra eden. Något gehör för protesterna fick han dock inte, och den 27 juli 1710 svor stadens borgare en ny ed inför honom på Stortorget.

## Stora nordiska krigets fortsättning

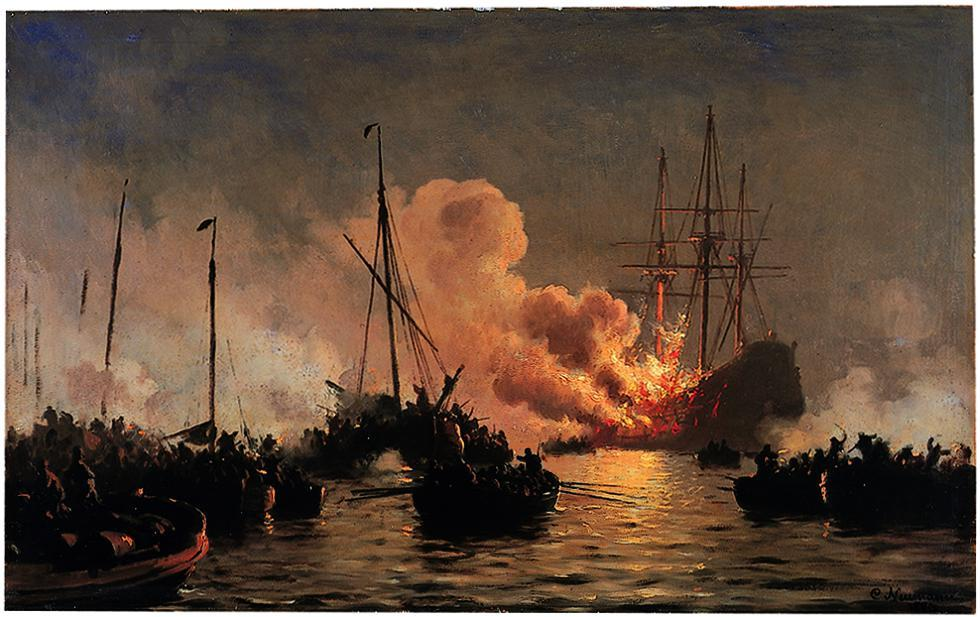
Linjeskeppet Dannebroge brinner under sjöslaget vid Köge bukt. Målning av Johann Carl Neumann.

Stora nordiska kriget rullade dock på och den danska armén var trots förlusten i Helsingborg fortfarande i stridbart skick vilket gjorde att hotet om ytterligare invasioner fortfarande var påtagligt. Danskarna fortsatte att göra räder längs Öresundskusten för att sabotera för svenskarna. Till exempel anfölls och brandskattades Båstad den 25 juli, och den 25 augusti anfölls och plundrades Råå. Vid sjöslaget vid Köge bukt lyckades den svenska flottan under Hans Wachtmeister att överraska den danska flottan och därefter genskjuta en transportflotta menad för att transportera 6 000 ryska soldater från Gdańsk till Själland. Detta gav ytterligare andrum för Sverige och minskade under en period hotet för invasion. För att långsiktigt förhindra fler landstigningar vid Råå beordrade Karl XII att en lång befästning i form av ett retranchement skulle uppföras längs kuststräckan norr om fiskeläget. Retranchementet, som numera benämns Råå vallar, stod klart 1713, men kom aldrig till användning.
Ännu år 1716 planerade Danmark att återta Skåne med hjälp av ryska och brittiska trupper. Detta företag blåstes dock av av Peter av Ryssland i september med hänvisning till försörjningsläget och den förestående vintern. De bakomliggande orsakerna till den inställda invasionen torde dock ha varit de allierades samstämmiga intressen av och osäkerhet om i vilken riktning de svenska motanfallen kunde tänkas ske. De allierade hade inte helt samstämmiga intressen och läget var otydligt: den dansk-norska flottan bands upp till den norska kusten och det gick rykten i Europa om att Sverige planerade att landsätta trupper i Skottland för att stödja huset Stuarts försök att återta den skotska tronen, vilket band upp brittiska trupper. I oktober lämnade de ryska trupper som var avsedda att delta i invasionstrupperna, Själland. Denna inställda invasion var det sista konkreta försöket av Danmark att återta sina forna östra provinser.

## Detaljerad slagordning
Bataljuppställning enligt danska generalstaben.

### Östra sidan (vid Brohusen)
| Svenska vänstra flygeln (Totalt 30 skvadroner) Chef: Generallöjtnant Jakob Burenskiöld Första linjen (totalt 18 skvadroner) Chef: Generalmajor Göran Gyllenstierna - Västgöta kavalleriregemente (6 skvadroner) Överste Lars Hierta - Östgöta kavalleriregemente (6 skvadroner) Överste Bertil Roxendorff - Västgöta tre- och femmänningsregemente till häst (6 skvadroner) Major Erik Odelström (tf.) (sårad) Andra linjen (Totalt 12 skvadroner) Chef: Överste Gustaf Fredrik Lewenhaupt - Skånska tre- och femmänningsregementet till häst (6 skvadroner) Major Anton Johan Morman (tf.) (sårad) - Östgöta kavalleriregemente (2 skvadroner) Överste Bertil Roxendorff - Smålands kavalleriregemente (4 skvadroner) Major Carl Henrik Bonde (sårad) | Danska högra flygeln (totalt 14 skvadroner och 2 bataljoner) Chef: Generalmajor Christian Rodsteen Första linjen (totalt 11 skvadroner och 2 bataljoner) Chef: Generalmajor Christian Rodsteen - Livregiment Dragoner (6 skvadroner) Överste Christian Adolph von Holsten (stupad) - Prins Christians Regiment (2 bataljoner) Överste Johann Dietrich von Lattorff (stupad) - Livgarden til hest (3 skvadroner) Överste Bernhard Joachim von Mörner - 1. Sjællandske nationale Rytterregiment (2 skvadroner) Överste Hans Brockenhuus-Löwenhielm Andra linjen (totalt 3 skvadroner) Chef: Generalmajor Ditlev Brockdorff - Sjællandske nationale Dragonregiment (3 skvadroner) Överste Franz Heinrich Claus Sprengel (stupad) |
| Centern (mellan Ringstorp och Berga) | |
| Svenska centern (totalt 22 bataljoner) Chef: General Magnus Stenbock Första linjen (totalt 12 bataljoner) Chefer: Generalmajor Anders Sparrfelt, Generalmajor Gustaf Adam Taube, Generalmajor Magnus Palmqvist, överste Hugo Hamilton - Smålands fyr- och femmänningsregemente till fots (2 bataljoner) Major Henrich Danckwardt (tf.) (sårad) - Upplands fyr- och femmänningsregemente till fots (2 bataljoner) Överstelöjtnant Carl Bildstein (tf.) (sårad) - Sachsiska regementet (2 bataljoner) Överste Johann Baptista Schomer - Jönköpings regemente (2 bataljoner) Överstelöjtnant Georg Wilhelm Fleetwood (sårad) - Kronobergs regemente (2 bataljoner) Överste Nils Hästesko (sårad) - Älvsborgs regemente (2 bataljoner) Överste Sten Otto Tranhielm Andra linjen (totalt 10 bataljoner) Chef: Överste Lamoral van der Noth (stupad) - Södermanlands regemente (2 bataljoner) Överste Jacob Grundel - Östgöta infanteriregemente (2 bataljoner) Överstelöjtnant Magnus Gripensköld - Västmanlands regemente (2 bataljoner) Överste Gustaf Johan Tunderfelt (stupad) - Kalmar regemente (2 bataljoner) Överste Carl Björnberg - Upplands regemente (2 bataljoner) Överste Johan Braun (stupad) | Danska centern (totalt 18 bataljoner) Chef: Generallöjtnant Jørgen Rantzau (sårad) Första linjen (totalt 10 bataljoner) Chef: Generalmajor Valentin von Eickstedt - Livgarden til fods (2 bataljoner) Överstelöjtnant Christian Albrecht Danckwardt (stupad) - Dronningens Livregiment (2 bataljoner) Överste Manderup Due (stupad) - Fynske Regiment (2 bataljoner) Överste Albrecht Philip von Eynden - Jyske Regiment (2 bataljoner) Överste Lorenz von Blücher - Grenaderkorpset (2 bataljoner) Generalmajor Valentin von Eickstedt Andra linjen (totalt 8 bataljoner) Chef: Överste Karl von Hessen-Philippsthal (sårad) - Østsjællandske Landmilitsregiment (2 bataljoner) Överste Rudolf Reinhard von Biegen - Prinsen af Hessens Regiment (2 bataljoner) Överste Karl von Hessen-Philippsthal - Vestsjællandske Landmilitsregiment (1 bataljon) Överste Johan Henrich von Bippen - 1. Danske Infanteriregiment (2 bataljoner) Överste Caspar Adam von Lepel - Viborgske Landmilitsregiment (1 bataljon) Överste Erik Juel |
| Västra sidan (vid Ringstorpshöjden) | |
| Svenska högra flygeln (totalt 30 skvadroner) Chef: Generallöjtnant Johan August Meijerfeldt Första linjen (totalt 18 skvadroner) Chef: Generalmajor Christian Ludvig von Ascheberg - Adelsfanan (2 skvadroner) Överste Henning Adolf Kruse - Upplands fyr- och femmänningsregemente till häst (8 skvadroner) Överstelöjtnant Vilhelm Bennet - Riksänkedrottningens livregemente till häst (8 skvadroner) Major Karl Gustaf Soop Andra linjen (totalt 12 skvadroner) Chef: Överste Carl Gustaf Dücker - Smålands kavalleriregemente (4 skvadroner) Överstelöjtnant Johan Henrik Dücker - Livregementet till häst (8 skvadroner) Överstelöjtnant Lage Meijendorff von Yxkull | Danska vänstra flygeln (totalt 15 skvadroner och 2 bataljoner) Chef: Generalmajor Frantz Joachim von Dewitz Första linjen (totalt 12 skvadroner och 2 bataljoner) Chef: Generalmajor Franz Joachim von Dewitz - 3. Sjællandske nationale Rytterregiment (2 skvadroner) Överste Simon Henrik von Donop - 2. Fynske nationale Rytterregiment (2 skvadroner) Överste Ferdinand Anton Danneskiold-Laurvig - 1. Fynske nationale Rytterregiment (2 skvadroner) Överste Frederik Christian Holck (stupad) - 1. Jyske nationale Rytterregiment (2 skvadroner) Överste Hans Eyffler - Marineregimentet (2 bataljoner) Överste Adam Abraham von Gaffron und Oberstradam (sårad) - Bülows ("Ungarske") Dragonregiment (4 skvadroner) Överstelöjtnant Magnus Ernst von Prehn Andra linjen (totalt 3 skvadroner) Chef: utan chef - Sjællandske nationale Dragonregiment (3 skvadroner) Major P.C. Schultz |
| Artilleriet | |
| Svenska artilleriet (totalt 34 kanoner, 400 man) Chef: Major Carl Cronstedt - 6 st sexpundare - 25 st trepunds regementskanoner - 2 st haubitsar | Danska artilleriet (totalt 32 kanoner, 450 man) Chef: Överstelöjtnant Peter Jacob Wilster - 3 st tolvpundare - 4 st sexpundare - 6 st fyrpundare - 16 st trepunds regementskanoner - 3 st haubitsar |
| Generalstaberna | |
| Svenska generalstaben Generaladjutanter - Major Per Stierncrantz - Överjägmästare Gustaf Hammarberg - Ryttmästare Christer Boije af Gennäs - Ryttmästare Daniel Bildt - Ryttmästare Abraham Falkengren - Ryttmästare Henrik Hammarberg - Löjtnant Eberhard von Bildstein Övriga - Överste Magnus Palmqvist - Peter Malmberg, generalkrigskommissarie - Nils Sylvin, generalauditör - Johan Jacob Döbelius, stabsläkare - Jakob Dieterich, fältapotekare - Olof Troilius, generalstabspräst - Erik Roland, fältsekreterare | Danska generalstaben Generaladjutanter - Överste Johan Sigismund Birchholtz - Överstelöjtnant Lothar Adolf Henrik Klepping - Överstelöjtnant Bendix Meyer - Major Hartvig Huitfeldt Generaladjutantlöjtnanter - Johan Cronenberg - Frederik Christian Bugge - Simon Lanting - G.D. Finecke Övriga - Överstelöjtnant Marcus Heinsohn, chef för fortifikationen - Överstelöjtnant Hans Heinrich von Scheel, generalkvartermästare - Etatsrådet Christopher Joachim Giese, chef för kommissariatet - H. Borneman, generalauditör - I. Wagner, fältmedicus - J. Becker, fältapotekare - K. Hoff, fältprost - L.J.H. Ritter, stabssekreterare |

## Minnesmärken och kulturella referenser

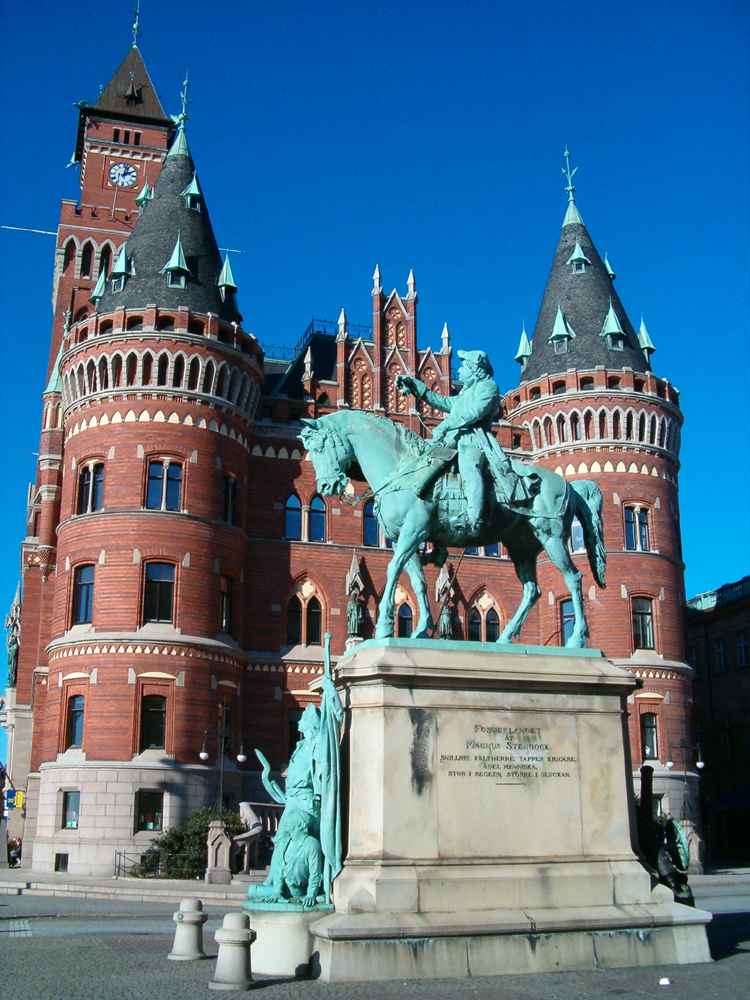
Statyn av Magnus Stenbock på Stortorget, med rådhuset i bakgrunden.

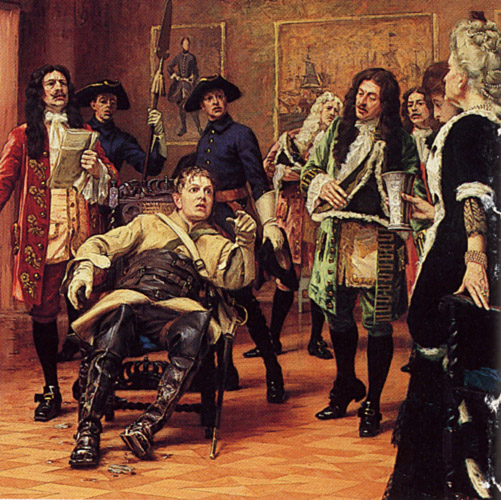
Stenbocks kurir. Nils Forsberg, 1911.

De närmaste åren efter att slaget ägt rum besöktes slagfältet ofta av turister. Karl XII:s hovpredikant, Jöran Nordberg, besökte platsen 1717 och noterade hur "Backarna lågo ännu beströdde med soltorkade hwita hästben". När nationalismen växte fram under 1800-talet kom intresset för slaget vid Helsingborg att öka. Vid 150-årsminnet av slaget, den 28 februari 1860, restes en blygsam minnessten med inskriptionen "MS. D 28 Feb 1710" på Ringstorpshöjden i Helsingborg. Efter slaget hade en romantiserad bild av Magnus Stenbock och de soldater som slogs vid Helsingborg växt det fram. Man föreställde sig hur den snabbt ihopskrapade armén bestod av dåligt utrustade bonddrängar, som slogs i trätofflor för att försvara landet mot den lede dansken. Bilden visualiserades bland annat i fönstermålningen Magnus Stenbock vid Helsingborg i Helsingborgs rådhus, målad 1892 av Gustaf Cederström, och genom termen "Måns Bock och hans skånska getapågar". Samtidigt höjdes flera röster i Helsingborg för ett bättre minnesmärke över befälhavaren. En insamling till en värdig staty startades 1891 och en kommitté för utformningen av statyn bildades. År 1895 beslutades att denna skulle utformas som en ryttarstaty, vilken utfördes runt år 1900 av John Börjeson och kunde invigas på sin plats i övergången mellan Drottninggatan och Järnvägsgatan den 3 december 1901. Den var då den enda ryttarstaty i Sverige som inte avbildade en kunglig person.
I Helsingborg började vid denna tid den så kallade Stenbocksfesten firas den 28 februari varje år. Festen började med en högtidsstund vid minnesstenen vid Ringstorp och efterföljdes av en marsch ner till Stortorget. Den största av dessa firades vid 200-årsminnet av slaget, då man till och med arrangerade ett återskapande av slaget i mindre skala. Det var också populärt att namnge objekt efter befälhavaren, och dennes namn lever bland annat kvar i Magnus Stenbocksskolan, Magnus Stenbocks plats, Stenbocksgatan och Stenbockskyrkan. Vid 250-årsminnet av slaget 1960 restes ännu en minnessten på Ringstorpshöjden. Senare kom bilden av Stenbock alltmer att tonas ner i takt med att de romantiska föreställningarna fick ge vika åt mer rationella fakta. Senare forskning visade att de svenska trupperna, trots den snabba inkallningen, var välutrustade och väldrillade. Särskild betydelse för detta hade den nydanande historikern Arthur Stille och hans pionjärarbete Kriget i Skåne 1709–1710 från 1903. Ett exempel på den ändade bilden av Magnus Stenbock var att två kommunfullmäktigeledamöter från Folkpartiet respektive Vänsterpartiet 1999 lade fram en motion om att Magnus Stenbocksstatyn skulle ersättas med ett monument för fred och samarbete. Motionen avslogs i fullmäktige.
Segern över danskarna blev ett omtyckt motiv för visor och sånger. En mycket spridd flygskrift av detta slag var Om Frideman Danske, som friar til Skånilla men måste draga av med korgen och sorgen. En annan visa i skillingtryck har titeln Skåne sjunger och kvittrar under en person af en dygdig Dam, som lider våld af en Kurtisan, men är dock mot sin Herre och Konung Alltid Redelig och skrevs av Lundaprofessorn Andreas Rydelius. Den mest populära av de dikter om slaget vid Helsingborg från denna tid var dock den så kallade Stenbocks-visan, som inleds med: "Kong Fredrik i Danmark, han satt på sin stol." Denna dikt levde länge kvar, och ännu vid mitten av 1800-talet ansågs den, vid sidan av Sinclairvisan, vara Sveriges mest sjungna historiska visa. Särskilt under Gustav III:s krigsår upplevde den en efterblomstring. Slaget vid Helsingborg har även tolkats i toner på andra sätt. Kyrkoherden Nils Lovén (Nicolovius) berättar i sin berömda skildring av folklivet i Skytts härad i Skåne vid 1800-talets början att "kringvandrande birfilare [spelmän] då spelade ett stycke, som skulle föreställa de danskes och svenskes strid vid Hälsingborg, och vars mening spelmannen förtydligade medelst interfolierade förklaringar och allehanda utrop, jämmerskri och åtbörder". Ännu vid 1800-talets mitt var liknande musikaliska framställningar av slaget vid Helsingborg förekommande.

### Stenbocks kurir
I diktsamlingen Svenska bilder från 1886 skrev skalden Carl Snoilsky dikten Stenbocks kurir, där han ger en romantiserad bild av hur budet om slaget levererades till Stockholm. Han tänkte sig hur kuriren i hast red på hästrygg genom de svenska skogarna för att nå huvudstaden. I verkligheten reste kuriren, Stenbocks adjutant, ryttmästare Henrik Hammarberg, till Stockholm med droska. Dikten illustrerades i verket genom en teckning av konstnären Albert Edelfelt. Inspirerad av dikten utförde helsingborgsmålaren Nils Forsberg tavlan med samma namn, som stod klar 1911. Tavlan fångar strofen i dikten där hovet får se den udda synen att änkedrottningen Hedvig Eleonora står, medan kuriren sitter ner: "'Sitt, herr kornett!' hon säger, och hovet skåda får, en syn förutan like: Han sitter, och hon står." Till minne av den stund då han framförde segerbudskapet till Hedvig Eleonora i det Wrangelska palatset på Riddarholmen fick Hammarberg enligt dikten en dryckeskanna av drivet silver, som änkedrottningen räckte honom, bräddad med "druvans gyllne blod". Prinsessan Ulrika Eleonora uppges ha skänkt honom en guldmedalj och 50 dukater. Dikten inleds som följer:
| ”                                          | Är det den vilde jägarn, Som sätter av i sträck? Ur stugan tittar bonden Med undran och med skräck. En mörkblå ryttarkappa Som i en blixt han ser, Pistoler, älghudskyller -- En kronans officer. Stortidender för visso Den för, som har så brått. »Gud hjälpe oss, med dansken Har säkert slaget stått!» En ängslig fråga, vågad Av gamle fader Lars, Bak den försvunne ryttarn I tomma rymden bars. | „ |
| – Carl Snoilsky, Utdrag ur Stenbocks kurir | |   |